# Львівська область

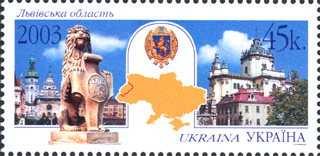
Марка Укрпошти «Львівська область» (2003)

Льві́вська о́бласть — область у Західній Україні, в історично-культурному регіоні Східна Галичина, частина Карпатського єврорегіону. Одна з найрозвиненіших областей держави в економічному, туристичному, культурному, науковому напрямках. Адміністративно-територіальна одиниця із назвою Область Львів, або Львівська область, була створена 13 листопада 1918 року розпорядженням Державного Секретаріату Військових справ Західно-Української Народної Республіки. Тоді до Львівської області входили чотири округи (Львів, Перемишль, Рава Руська, Самбір), котрі складались із 15 повітів. В іншій конфігурації, утворена 27 листопада 1939 року, після анексії Заходу України Радянським Союзом за Пактом Молотова — Ріббентропа. Згодом, із складу Львівської області було вилучено Любачівський, Переворський та Синявський райони, які передали ПНР, натомість 1959 року долучено територію Дрогобицької області.
До складу Львівської області входить 7 районів: Львівський, Дрогобицький, Шептицький, Стрийський, Самбірський, Золочівський, Яворівський. Львівська область межує з Волинською, Рівненською, Тернопільською, Івано-Франківською та Закарпатською областями, має вихід до державного кордону з Республікою Польща.
Північ області — це зона мішаних лісів (Мале Полісся); середня частина — лісостеп, де в рельєфі виділяються пасма Розточчя, Гологори, Вороняки, Опілля та крайня західна частина Подільської височини. На південному заході та півдні області розташовані карпатські передгір'я і, власне, Карпатські гори, представлені тут Бескидами. Південна межа області збігається з Верховинським Вододільним хребтом. Територією регіону проходить Головний європейський вододіл між басейнами Чорного і Балтійського морів.
У Львівській області розташована південна частина Львівсько-Волинського кам'яновугільного басейну та західні частини Передкарпатської нафтогазоносної області та Передкарпатського сірконосного басейну. Найбільшими промисловими центрами є Шептицький, Львівський та Бориславсько-Дрогобицько-Стебницький.
Трускавець, Східниця, Моршин є бальнеологічними курортами міжнародного значення. Архітектурні ансамблі Львова і Жовкви, замки та інші пам'ятки, на які багата область, Карпатські гори дають великі перспективи для туристичного розвитку регіону.

## Географічне розташування
Область розташована в трьох зонах: лісовій, лісостеповій, передгірних і гірських районах Карпат. Ліси займають понад четверту частину площі області.
Розташована на заході країни.
| на півночі | 50°38′56″ пн. ш. 24°07′34″ сх. д. / 50.6487744° пн. ш. 24.1261531° сх. д. Берег ріки Західний Буг за 1,7 км на північ від села Пісочне Сокальської громади Шептицького району |
| на півдні  | 48°43′06″ пн. ш. 23°28′19″ сх. д. / 48.7184157° пн. ш. 23.4718389° сх. д. Схил гори Близниці (Близнець) Вододільного хребта Східних Бескидів за 0,9 км на південний захід від Новоселицького перевалу, поруч із південним краєм села Ялинкувате Славської громади Стрийського району |
| на заході  | 49°31′48″ пн. ш. 22°38′27″ сх. д. / 49.5299449° пн. ш. 22.6407941° сх. д. Схил гори у межах заповідного урочища Катино за 2,6 км на захід від північного краю села Катина Хирівської громади Самбірського району                                                                     |
| на сході   | 49°56′30″ пн. ш. 25°25′37″ сх. д. / 49.9417294° пн. ш. 25.4268198° сх. д. Урочище поруч з рікою Іква за 1 км на схід від села Дудин Підкамінської громади Золочівського району |

### Територія
Площа області 21,832 тис. км², що становить 3,6 % площі території України. За площею займає 17 місце серед інших областей країни.
По території області пролягають міжнародні комунікації, які з'єднують Україну з Польщею, Словаччиною, Угорщиною, Румунією.
Північна частина області розташована в лісостеповій зоні. Має сприятливі умови для розвитку сільського та рекреаційного господарства.

### Рельєф

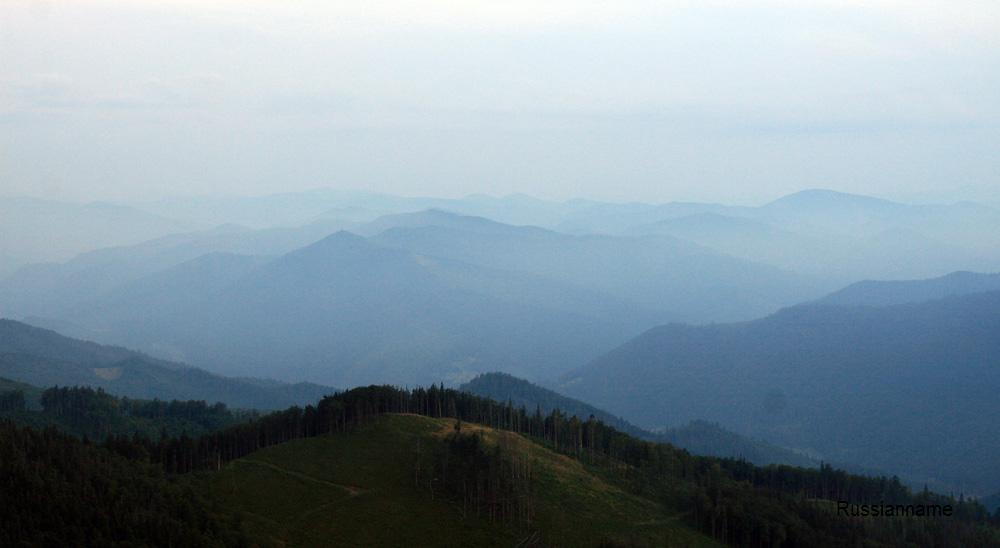
Українські Карпати в межах Львівської області

Північна частина області лежить у межах Волинської височини, Малого Полісся та Подільської височини, відокремлена долиною Дністра від Передкарпаття. На південному заході області розташовані хребти Українських Карпат. На території області розташована Верхньодністровська улоговина.
Найвищою точкою території є г. Пікуй (1405 м) на кордоні з Закарпатською областю. У рівнинній частині найвищою є г. Камула (471 м).

### Гідрографія
Докладніше: Річки Львівської області
Докладніше: Стави Львівської області
Докладніше: Водоспади Львівської області
Через область проходить Головний європейський вододіл між басейнами Балтійського і Чорного морів. У Балтійське море несе свої води Західний Буг (басейн Вісли). У Чорне море течуть Дністер, Стир, Іква.
Головні річки — Дністер із притоками, Західний Буг з притоками, Вишня і Шкло.

### Клімат

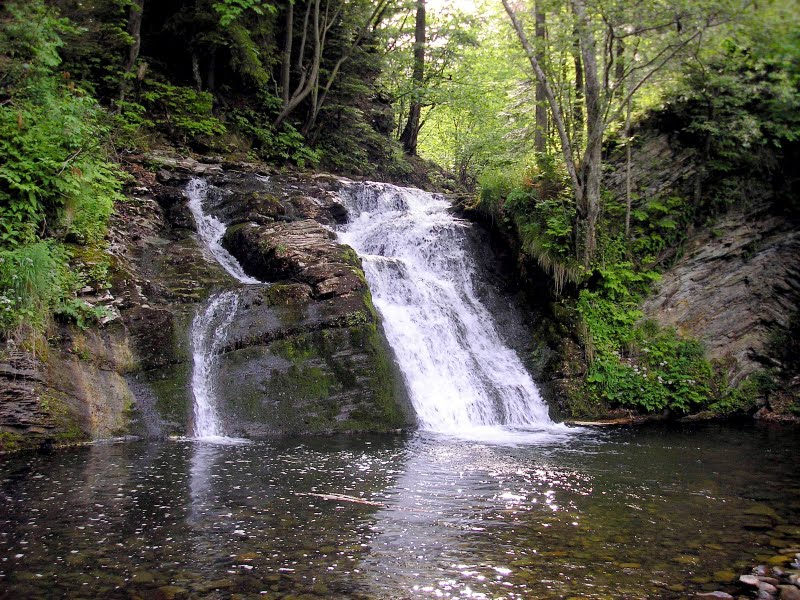
Водоспад Гуркало в Стрийському районі

Помірно континентальний, вологий: м'яка з відлигами зима, волога весна, тепле літо, тепла суха осінь. Середня температура січня −5 °C, липня від +18 °C у центральній частині області та до +12 °C в горах. Річна кількість опадів коливається від 600 мм на рівнині до 1000 мм в горах.

### Природні ресурси
В області 400 територій і об'єктів природно-заповідного фонду, зокрема Державний природний заповідник «Розточчя», 33 заказники, ботанічний сад Львівського університету, 240 пам'яток природи, 55 парків — пам'яток садово-паркового мистецтва, 61 заповідне урочище.

### Корисні копалини
На території Львівської області наявні 24 види корисних копалин. Область багата на корисні копалини: природний газ, нафту (Бориславське, Східницьке, Стрільбицьке нафтові родовища), поклади вугілля, сірку, торф, озокерит (Бориславське озокеритове родовище), кухонну та калійну сіль, сировину для виробництва цементу, вапняки (для цукрової промисловості, та вапняки для випалювання на вапно), сланці (сланець менілітовий), мергель, великі запаси будівельних та вогнетривких глин (цегельно-черепична сировина), піску (для пісочниць локомотивних та піску для скляної промисловості), гіпсу та ангідриту, крейди будівельної, пісковиків, піщано-гравійних сумішей, керамзитова сировина; відкрито 4 родовища лікувальних мінеральних вод типу «Нафтуся». Особливим багатством Галицької землі є великі запаси лікувальних мінеральних вод, на базі яких діють курорти.

## Адміністративно-територіальний устрій

### Загальна інформація
Адміністративний центр області — місто Львів.
У складі області:
- районів в області — 7[7];
- районів у місті Львів — 6.
- населених пунктів — 1928, у тому числі:
  - міст — 44;
  - селищ — 34;
  - сіл — 1849.

- територіальних громад — 71.

### Райони
| № | Герб | Райони             | Площа (км²) | Населення (01.01.2022) | Територіальні громади | Міста | Смт | Села  | Адміністративний центр | Мапа |
| - | ---- | ------------------ | ----------- | ---------------------- | --------------------- | ----- | --- | ----- | ---------------------- | ---- |
| 1 |      | Дрогобицький район | 1493,4      | 232,947                | 5                     | 4     | 3   | 82    | Дрогобич               |      |
| 2 |      | Золочівський район | 2887,9      | 158,943                | 7                     | 3     | 4   | 270   | Золочів                |      |
| 3 |      | Львівський район   | 4976,2      | 1,141,119              | 23                    | 12    | 9   | 510   | Львів                  |      |
| 4 |      | Самбірський район  | 3247,1      | 221,896                | 11                    | 7     | 4   | 275   | Самбір                 |      |
| 5 |      | Стрийський район   | 3854,0      | 319,464                | 14                    | 7     | 6   | 278   | Стрий                  |      |
| 6 |      | Шептицький район   | 3001,2      | 226,102                | 7                     | 7     | 4   | 188   | Шептицький             |      |
| 7 |      | Яворівський район  | 2373,2      | 177,622                | 6                     | 4     | 4   | 240   | Яворів                 |      |
|   |      | Львівська область  | 21,833      | 2,478,133              | 73                    | 44    | 34  | 1,850 | Львів                  |      |

### Райони у місті Львові
| № | Район          | Входження |
| - | -------------- | --------- |
| 1 | Галицький      | м. Львів  |
| 2 | Залізничний    | м. Львів  |
| 3 | Личаківський   | м. Львів  |
| 4 | Сихівський     | м. Львів  |
| 5 | Франківський   | м. Львів  |
| 6 | Шевченківський | м. Львів  |

## Керівництво
Представницький орган місцевого самоврядування — Львівська обласна рада. Місцевим органом виконавчої влади є Львівська обласна державна адміністрація.

## Демографія

### Чисельність населення
Населення Львівської області становить 2541,2 тис. (на 1 грудня 2013 року)
Зі всього населення 1548,1 тис. (60,7 %) становить міське, 1002,1 тис. (39,3 %) — сільське.

#### Динаміка населення області
Чисельність населення:
| 1959 *    | 1970 *    | 1979 *    | 1989 *    | 2001 *    | 2008      | 2009      | 2010      | 2011      | 2015      |
| --------- | --------- | --------- | --------- | --------- | --------- | --------- | --------- | --------- | --------- |
| 2 107 858 | 2 428 868 | 2 583 853 | 2 747 703 | 2 626 543 | 2 559 779 | 2 552 929 | 2 549 617 | 2 544 748 | 2 537 799 |

| рік  | населення | щорічних народжень | щорічне число смертей | Щорічний природний баланс | Рівень народжуваності (‰) | Рівень смертності (‰) | природний баланс (‰) | коефіцієнт народжуваності |
| ---- | --------- | ------------------ | --------------------- | ------------------------- | ------------------------- | --------------------- | -------------------- | ------------------------- |
| 1990 | 2 754 100 | 38 693             | 28 849                | 9 844                     | 14,0                      | 10,4                  | 3,6                  | 1,93                      |
| 1991 | 2 764 400 | 37 685             | 31 109                | 6 576                     | 13,6                      | 11,2                  | 2,4                  | 1,89                      |
| 1992 | 2 771 300 | 36 612             | 31 091                | 5 521                     | 13,2                      | 11,2                  | 2,0                  | 1,85                      |
| 1993 | 2 776 900 | 34 717             | 31 645                | 3 072                     | 12,5                      | 11,4                  | 1,1                  | 1,76                      |
| 1994 | 2 778 300 | 32 477             | 32 445                | 32                        | 11,7                      | 11,7                  | 0,0                  | 1,66                      |
| 1995 | 2 770 300 | 31 470             | 33 692                | -2 222                    | 11,4                      | 12,2                  | -0,8                 | 1,63                      |
| 1996 | 2 753 200 | 30 400             | 33 478                | -3 078                    | 11,1                      | 12,2                  | -1,1                 | 1,59                      |
| 1997 | 2 736 600 | 28 010             | 33 300                | -5 290                    | 10,3                      | 12,2                  | -1,9                 | 1,48                      |
| 1998 | 2 717 700 | 27 373             | 31 434                | -4 061                    | 10,1                      | 11,6                  | -1,5                 | 1,45                      |
| 1999 | 2 700 400 | 24 529             | 33 212                | -8 683                    | 9,1                       | 12,4                  | -3,3                 | 1,31                      |
| 2000 | 2 676 900 | 24 198             | 32 972                | -8 774                    | 9,1                       | 12,4                  | -3,3                 | 1,29                      |
| 2001 | 2 651 600 | 23 569             | 33 119                | -9 550                    | 8,9                       | 12,6                  | -3,7                 | 1,26                      |
| 2002 | 2 626 543 | 24 005             | 33 903                | -9 898                    | 9,2                       | 13,0                  | -3,8                 | 1,25                      |
| 2003 | 2 610 995 | 25 009             | 34 785                | -9 776                    | 9,6                       | 13,4                  | -3,8                 | 1,30                      |
| 2004 | 2 598 311 | 26 255             | 34 087                | -7 832                    | 10,1                      | 13,1                  | -3,0                 | 1,35                      |
| 2005 | 2 588 041 | 26 082             | 35 271                | -9 189                    | 10,1                      | 13,7                  | -3,6                 | 1,36                      |
| 2006 | 2 577 129 | 27 272             | 34 745                | -7 473                    | 10,6                      | 13,5                  | -2,9                 | 1,38                      |
| 2007 | 2 568 413 | 27 454             | 34 891                | -7 437                    | 10,7                      | 13,6                  | -2,9                 | 1,41                      |
| 2008 | 2 559 779 | 29 007             | 35 126                | -6 119                    | 11,3                      | 13,7                  | -2,4                 | 1,44                      |
| 2009 | 2 552 929 | 30 079             | 32 848                | -2 769                    | 11,8                      | 12,9                  | -1,1                 | 1,51                      |
| 2010 | 2 549 617 | 28 651             | 32 644                | -3 993                    | 11,2                      | 12,8                  | -1,6                 | 1,51                      |
| 2011 | 2 544 748 | 28 904             | 31 162                | -2 258                    | 11,4                      | 12,3                  | -0,9                 | 1,49                      |
| 2012 | 2 540 938 | 30 220             | 31 667                | -1 447                    | 11,9                      | 12,5                  | -0,6                 | 1,58                      |
| 2013 | 2 540 702 | 29 542             | 31 166                | -2 124                    | 11,6                      | 12,5                  | -1,1                 | 1,55                      |
| 2014 | 2 538 436 | 30 270             | 32 450                | -2 180                    | 11,9                      | 12,8                  | -0,9                 | 1,61                      |
| 2015 | 2 537 799 | 27 909             | 32 869                | -4 960                    | 11,0                      | 13,0                  | -2,0                 | 1,51                      |
| 2016 | 2 534 174 | 27 134             | 32 263                | -5 123                    | 10,7                      | 12,7                  | -2,0                 |                           |

Частка Львівської області у загальному населенні України
- 1959 — 5,03 %
- 1970 — 5,17 %
- 1979 — 5,15 %
- 1983 — 5,20 %
- 1989 — 5,31 %
- 2002 — 5,42 %
- 2010 — 5,55 %
- 2016 — 5,59 %[11]

За січень-листопад в області:

-народилося 27639 осіб (коефіцієнт народжуваності 11.8 на 1000)

-померло 29894 осіб (коефіцієнт смертності 12.8 на 1000)
Середня очікувана тривалість життя у 2007 — 2008 роках становила 65.01 років для чоловіків та 76.51 для жінок (у 1991—1992 році — 65.98 та 75.3 відповідно)
Середній вік населення збільшився у порівнянні з 1989 більш ніж на 3 роки і склав 36.1 для чоловіків та 40.8 для жінок.

### Національний склад населення

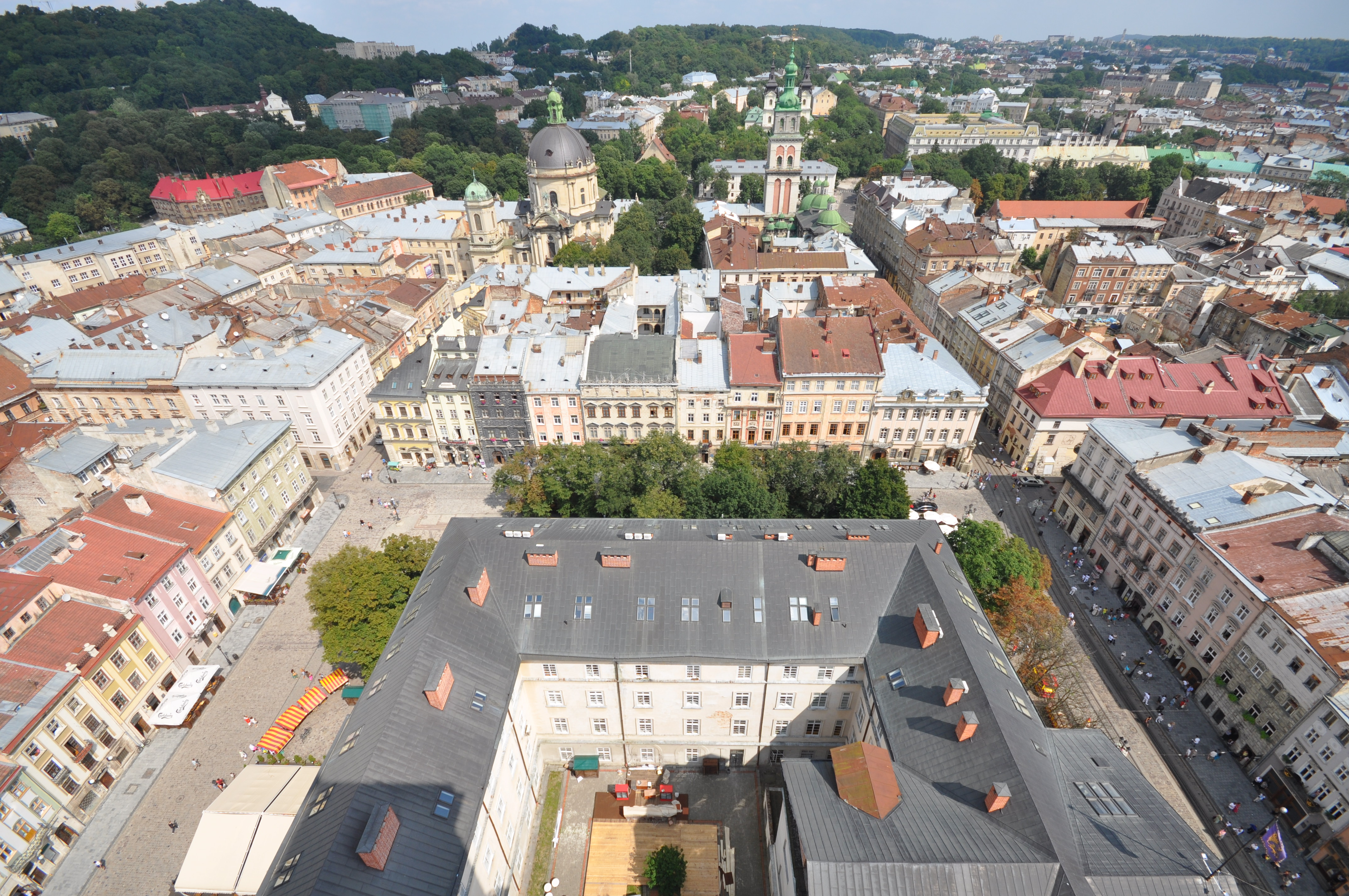
Львів — найбільше місто Львівської області

Національний склад населення Львівської області станом на 2022 рік:
| №  | Національність | Кількість осіб | %        |
| -- | -------------- | -------------- | -------- |
| 1  | Українці       | 2 420 100      | 92,9 %   |
| 2  | Росіяни        | 75 200         | 3,1 %    |
| 3  | Поляки         | 35 100         | 2,1 %    |
| 4  | Євреї          | 3 970          | 0,2 %    |
| 5  | Білоруси       | 2 700          | 0,1 %    |
| 6  | Вірмени        | 990            | 0,03 %   |
| 7  | Молдовани      | 902            | 0,03 %   |
| 8  | Цигани         | 900            | 0,03 %   |
| 9  | Татари         | 720            | 0,03 %   |
| 10 | Німці          | 490            | 0,02 %   |
| 11 | Інші           | 15 900         | 1,2 %    |
|    | Разом          | 2 420 100      | 100,00 % |

### Мова
Рідна мова населення Львівської області за результатами переписів населення, %
|            | 1959 | 1970 | 1979 | 1989 | 2001 |
| ---------- | ---- | ---- | ---- | ---- | ---- |
| українська | 84,8 | 87,6 | 89,0 | 90,1 | 95,3 |
| російська  | 11,6 | 10,8 | 9,8  | 8,8  | 3,8  |
| інша       | 3,6  | 1,6  | 1,2  | 1,1  | 0,6  |

#### Мораторій на публічне використання російськомовного культурного продукту
18 вересня 2018 року рішенням Львівської обласної ради у Львівській області було запроваджено мораторій на публічне використання російськомовного культурного продукту.

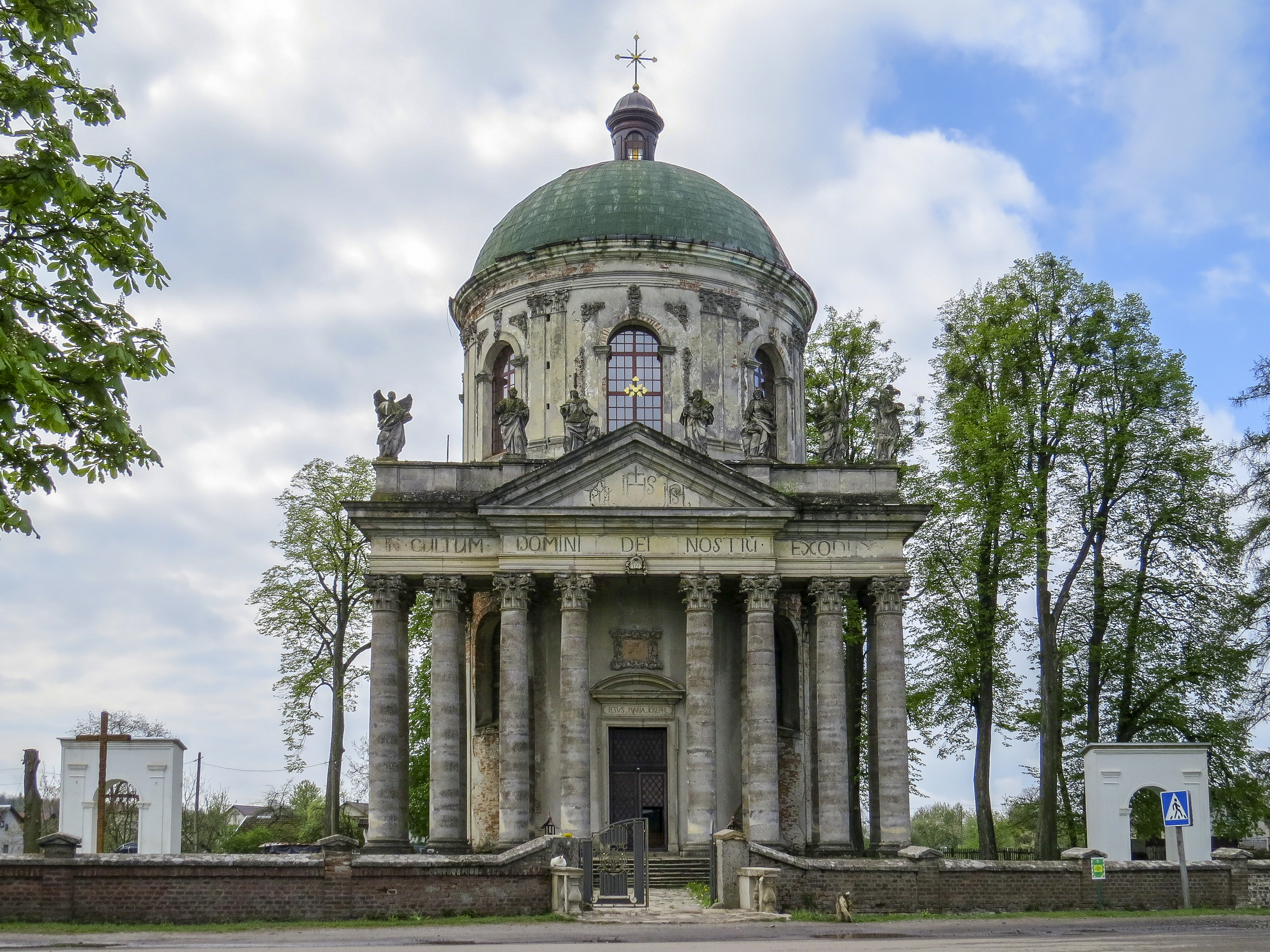
Костел святого Йосифа у селі Підгірці.

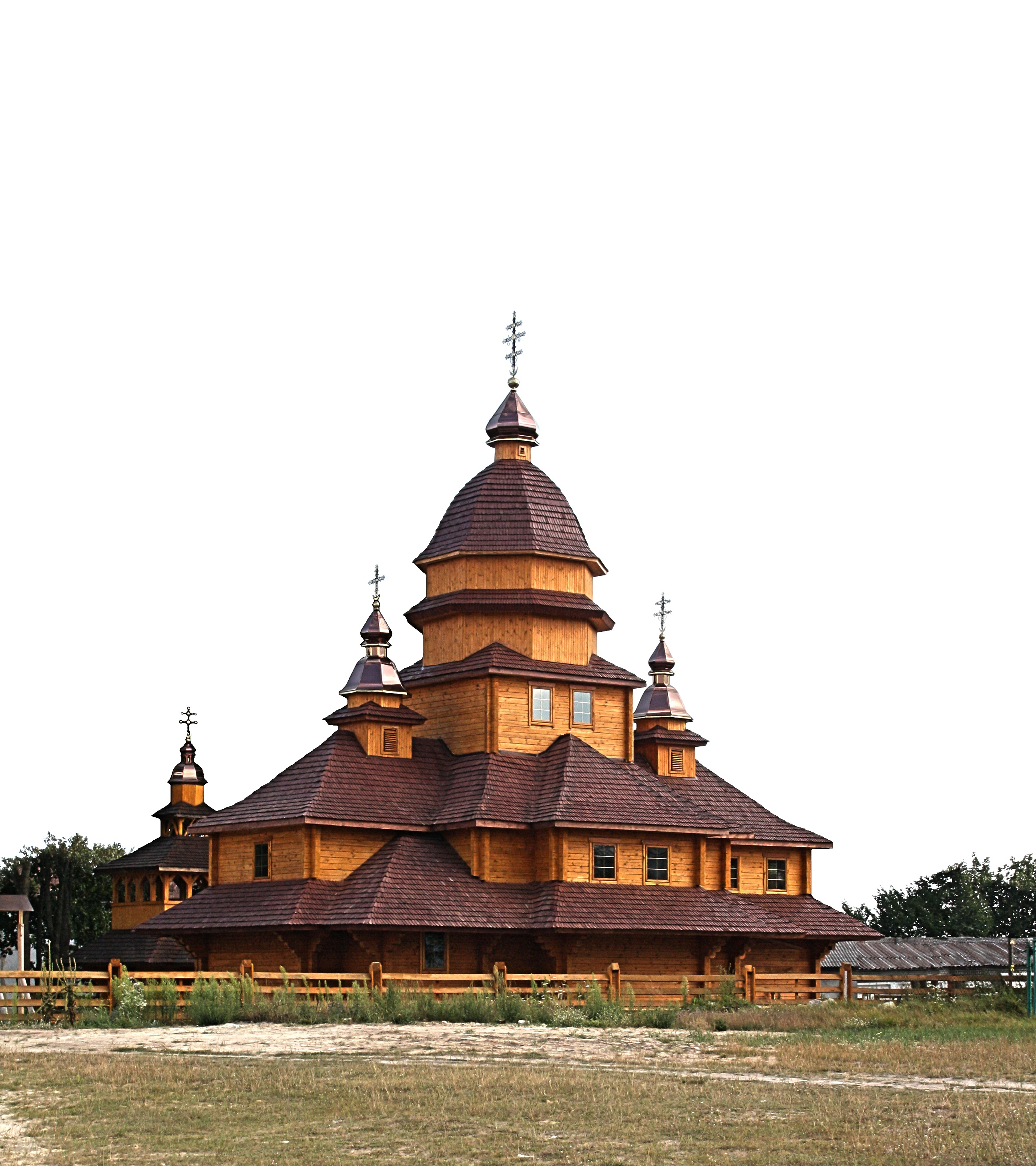
Церква Зіслання Святого Духа у смт. Івано-Франкове

## Злочинність
Рівень злочинності за 2012 рік на 10 тис. населення складає 62,6 злочинів, з них 19,8 тяжких та особливо тяжких.

## Економіка

### Промисловість

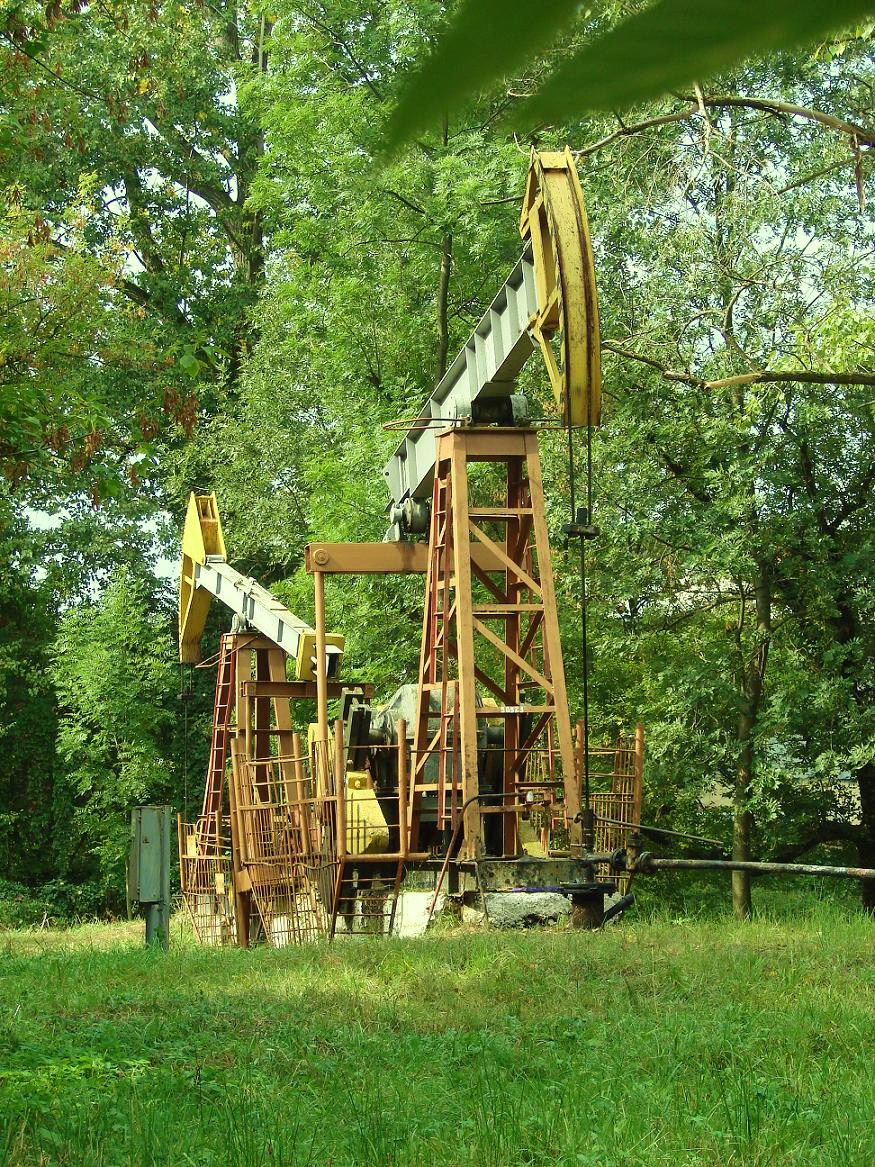
Нафтовидобувні качалки у Бориславському міському парку.(2009)

У Львівський економічній зоні виділяються три райони: Передкарпатський (Дрогобич — машинобудування, деревообробка, легка промисловість; Самбір-харчова промисловість, машинобудування, легка промисловість, деревообробна промисловість. Стрий — машинобудування, харчова і деревообробна промисловість, газотранспортна галузь, величезний транспортний вузол області; Борислав — нафтовидобувна, легка і хімічна промисловість; Новий Розділ і Яворів виробництво сірки), Північний (Шептицький — видобуток вугілля, легка промисловість; Сокаль — хімічна промисловість, Добротвір — електроенергетика); Львівський (машинобудування, харчова, легка промисловість).
У структурі промислового виробництва регіону найбільш питому вагу мають харчова, паливна промисловості, машинобудування і металообробка, електроенергетика. У структурі виробництва товарів народного споживання частка продовольчих товарів становить 65 %. Загалом у регіоні на самостійному балансі перебувають 728 промислових підприємств, функціонує 1679 малих промислових підприємств. Головні економічні центри області: Львів, Дрогобич, Стрий, Самбір, Борислав, Новий Розділ, Шептицький, Сокаль. Для економіки області характерна складна галузева і територіальна структура.
До еколого-небезпечних об'єктів Львівської області належать:
- Яворівське державне гірничо-хімічне підприємство «Сірка» — на даний час не діє;
- АТ "Нафтопереробний комплекс «Галичина» — на даний час не діє;
- Роздільське державне гірничо-хімічне підприємство «Сірка» -на даний час не діє;
- Добротвірська ТЕС;
- ВАТ «Сокальський завод хімічного волокна" — на даний час не діє;
- НГВУ «Бориславнафтогаз»;
- Державна вугільна холдингова компанія «Укрзахідвугілля»;
- Львівський державний міжобласний спецкомбінат УДО «Радон»;
- Стебницьке ДГХП «Полімінерал»-на даний час не діє;
- Магістральні нафтопродуктопроводи «Прикарпаттранснафтопродукт», «Дружба», «Поліолефіни», ВАТ «Оріана».
- Dinmark ТМ (ТОВ «Леомарк») Імпорт кріплення [Архівовано 14 березня 2020 у Wayback Machine.]

### Сільське господарство
Галузями спеціалізації сільського господарства є вирощування зернових культур, картоплі, овочів, цукрових буряків, льону. Розвинуте м'ясо-молочне скотарство, свинарство і птахівництво. А ще деяких ягід, фруктів, зокрема яблук, груш та слив.

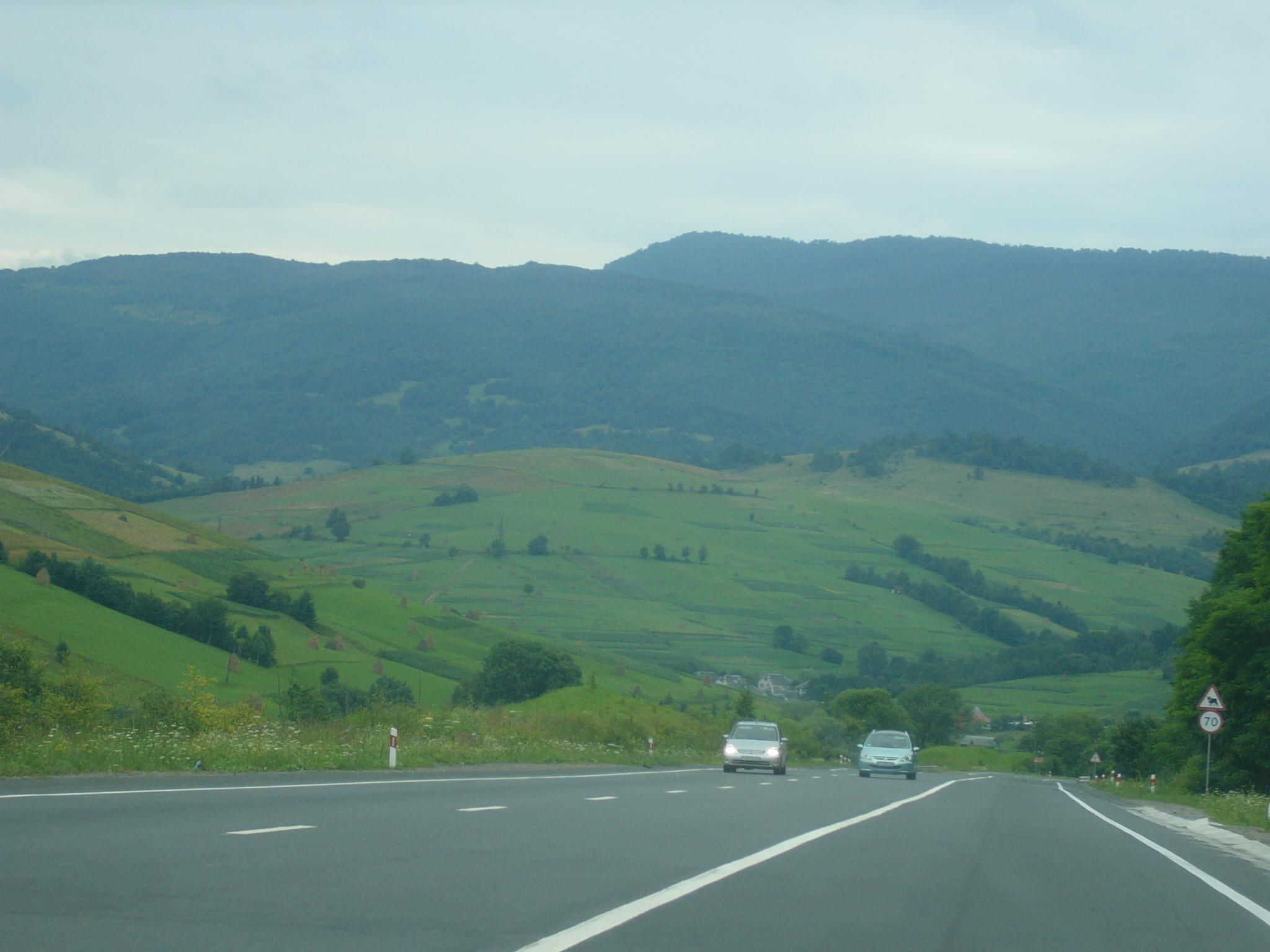
Автошлях у Стрийському районі

### Транспорт
Загальна довжина залізниць — 1309 км, автошляхів — 8,0 тис. км, у тому числі з твердим покриттям — 7,4 тис. км. Найбільші залізничні вузли — Львів, Красне, Самбір, Стрий. У Львові є Міжнародний аеропорт «Львів» імені Данила Галицького Область має одну з найбільш розвинутих в державі транспортних мереж. Через її територію проходять важливі залізничні, автомобільні, трубопровідні та електричні магістралі, що з'єднують Україну з країнами Центральної Європи. Найважливіші залізничні магістралі: Київ—Львів—Прага (Будапешт), Варшава—Перемишль—Львів—Бухарест. Найважливіші залізничні вузли — Львів, Стрий та Самбір. Головні автомагістралі: E372М09 Рава-Руська-Львів-Тернопіль(Вінниця-Знам'янка), Н09 Львів—Івано-Франківськ—Мукачево (Чернівці), E40-50-471М06 (Київ—Чоп).

## Культура

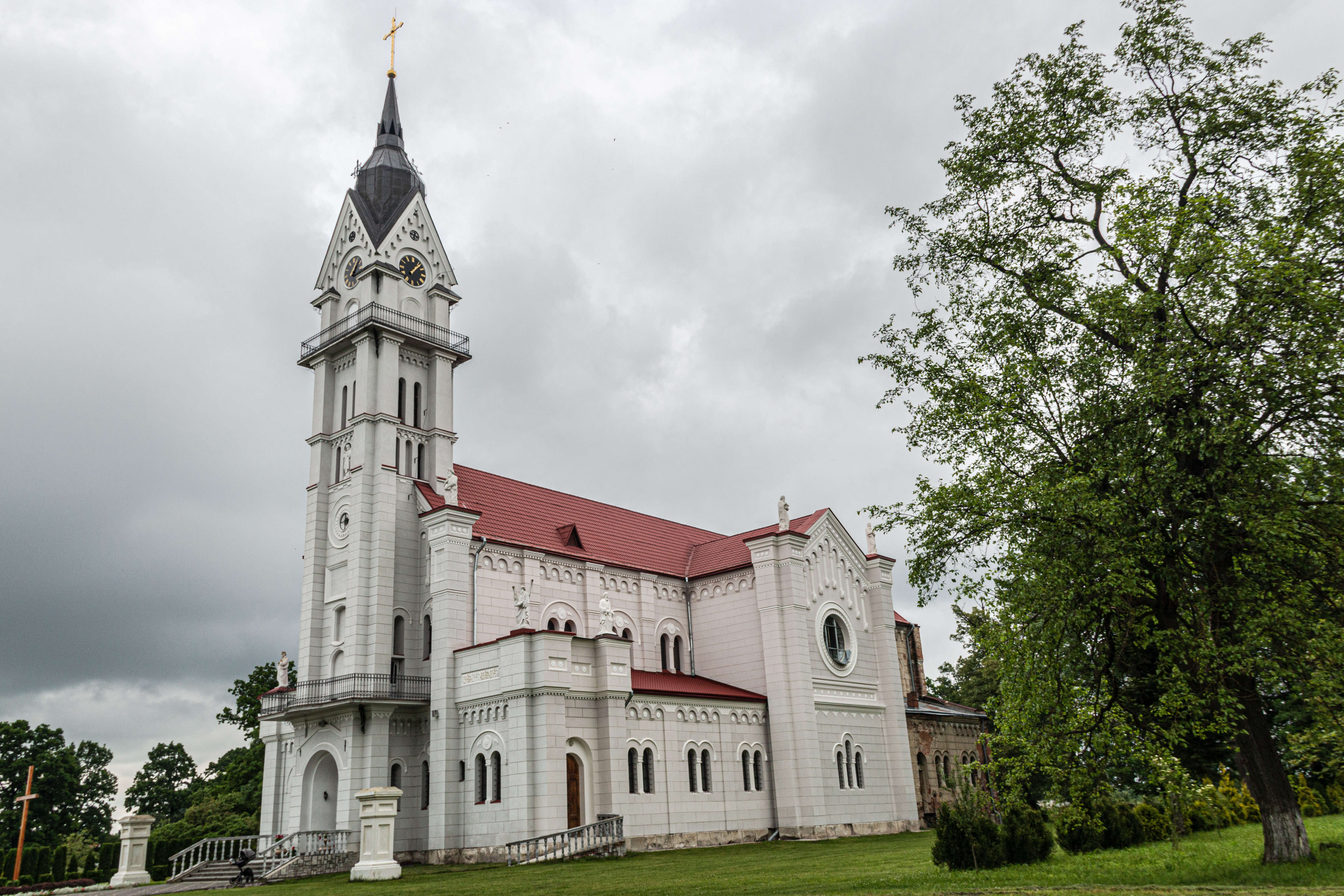
Гніздичів, Монастир Св. Герарда

У 2008 році в області за даними управління статистики діяли такі установи культури:
- 17 музеїв (див. Музеї Львівщини)
- 11 театрів
- 1374 бібліотеки
- 1397 установ клубного типу
- 13 концертних організацій.

З освітніх установ у 2008 році в області функціонували:
- 53 вищі заклади освіти I—IV рівнів акредитації
- 1469 загальноосвітніх навчальних заклади
- 62 професійно-технічне заклад
- 487 дошкільних установ.

Як справжній діамант Центральної Європи, Львів нагадує музей просто неба, у ньому знаходиться 2000 історичних, архітектурних і культурних пам'яток. Протягом віків люди приносили сюди свої культуру і традиції, релігію. Звідси в архітектурі Львова суміш готики та бароко, ренесансу та романського стилю, рококо та ампіру, сучасної еклектики та конструктивізму. Львів є скарбницею національних ідей та культури, це економічний, освітній та культурний центр Заходу України. У ньому багато музеїв, картинних галерей, театральних та музичних труп. Величний Львівський театр опери та балету має надзвичайно насичений сезон. У Львові розташовані 12 закладів вищої освіти, він має справедливо заслужену репутацію міста з високим рівнем освіти. Саме тут знаходиться один із найстаріших у Центральній Європі та перший заснований в Україні університет.
У Львівській області збереглася значна кількість старовинних дерев'яних церков.

### Туризм

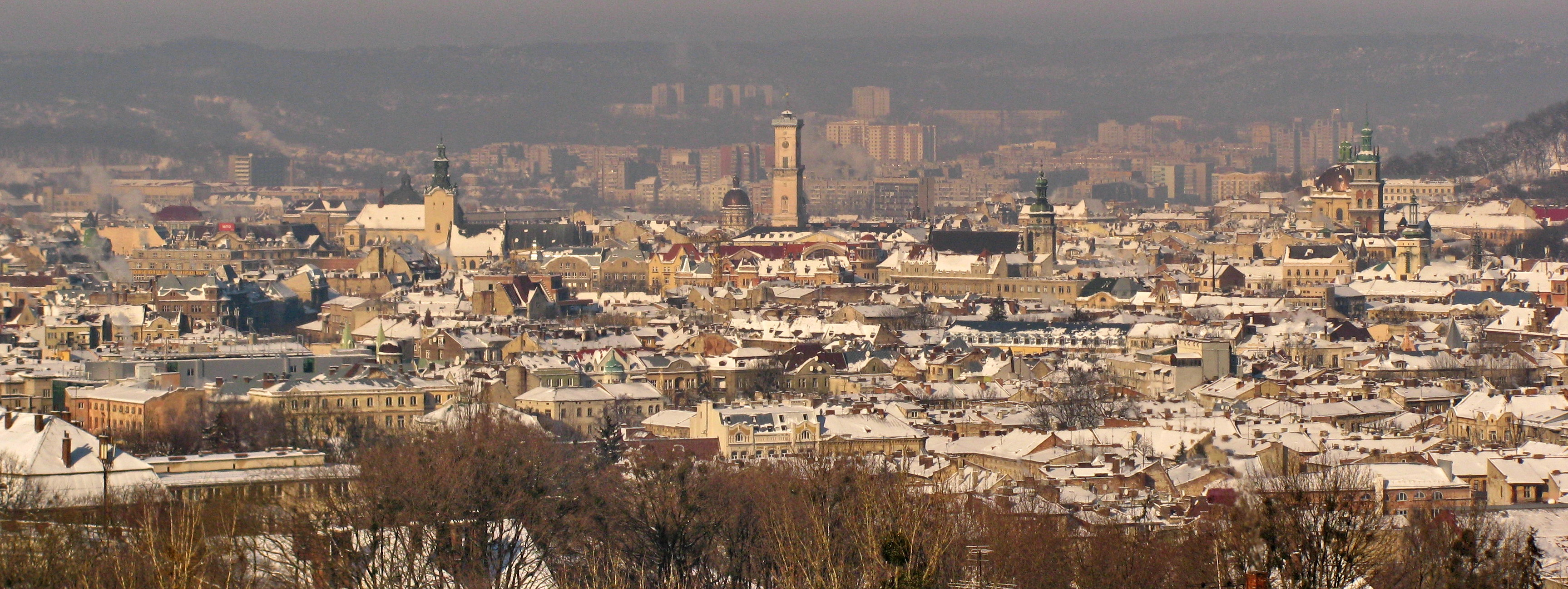
Панорама історичного центру Львова
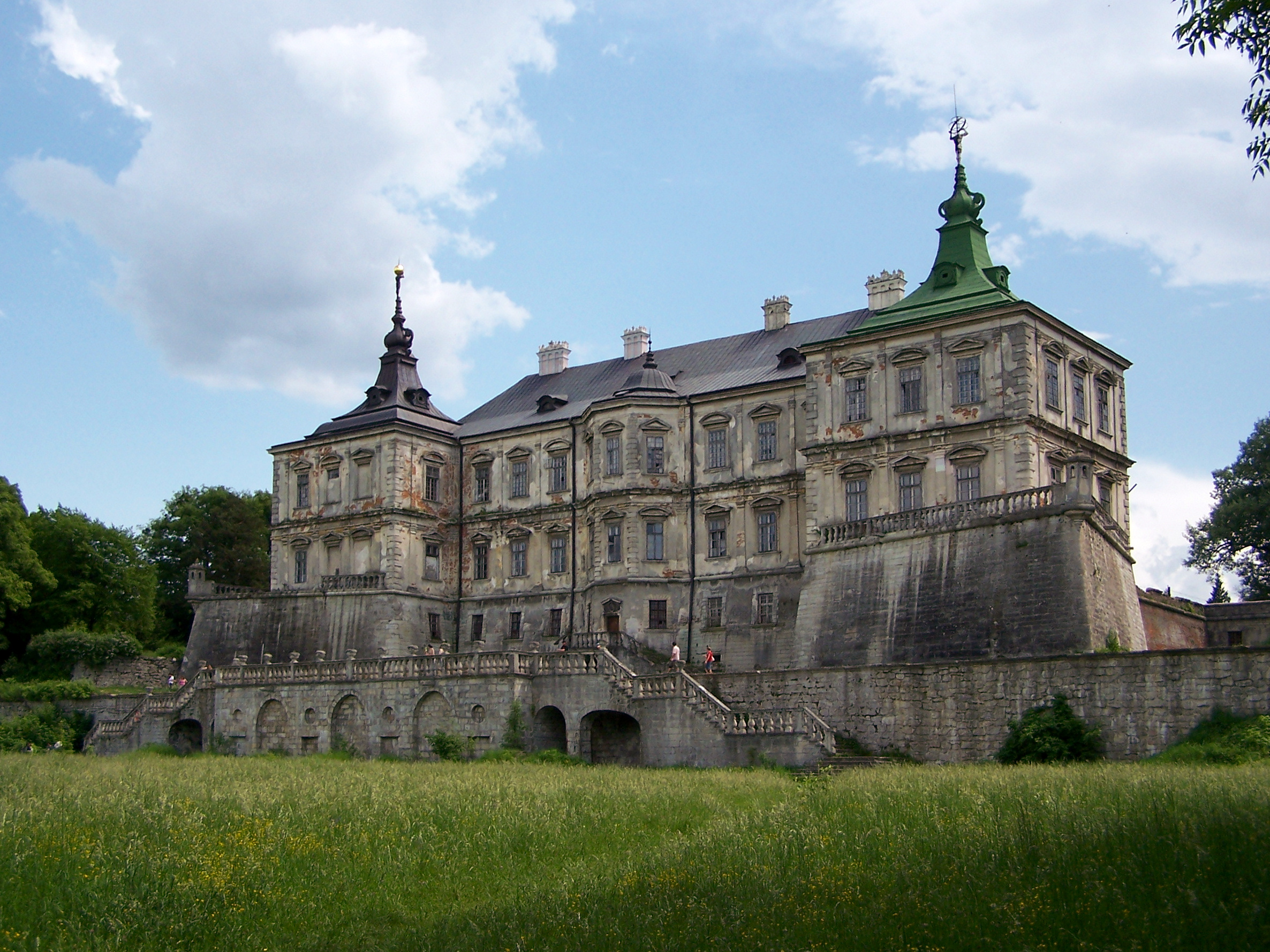
Підгорецький замок
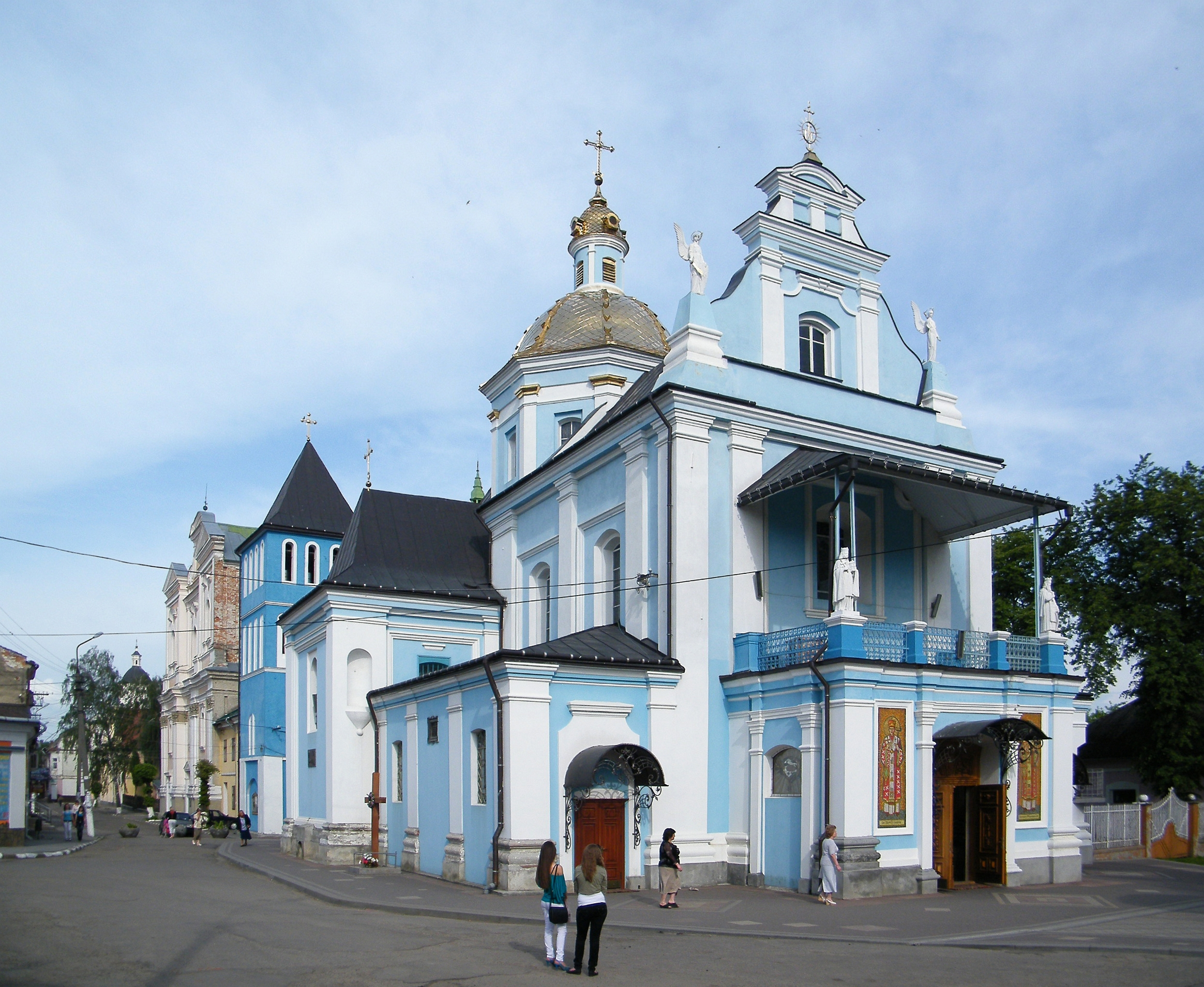
Церква Різдва Пресвятої Богородиці у Самборі
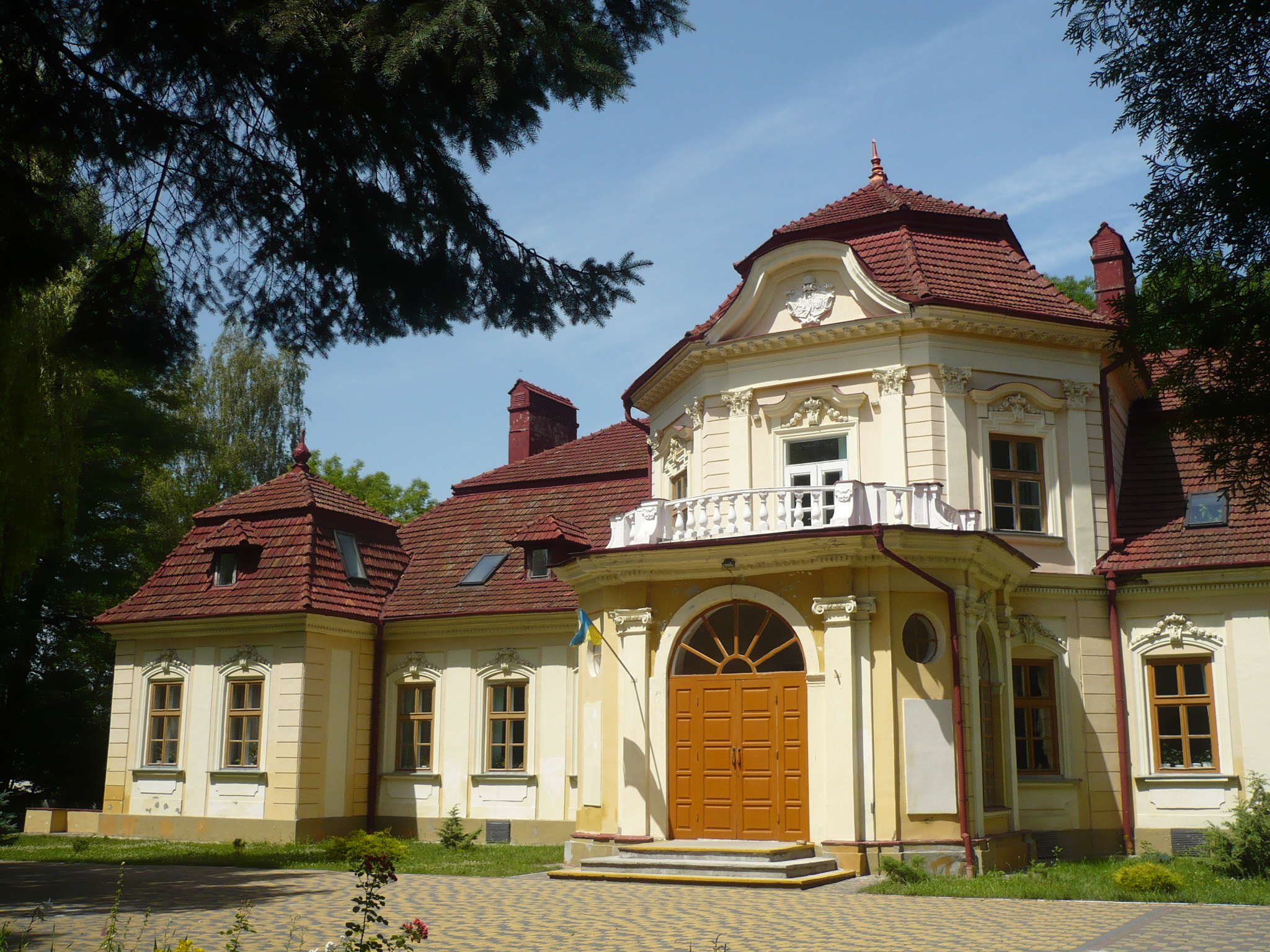
Палац Бруницьких у Великому Любіні
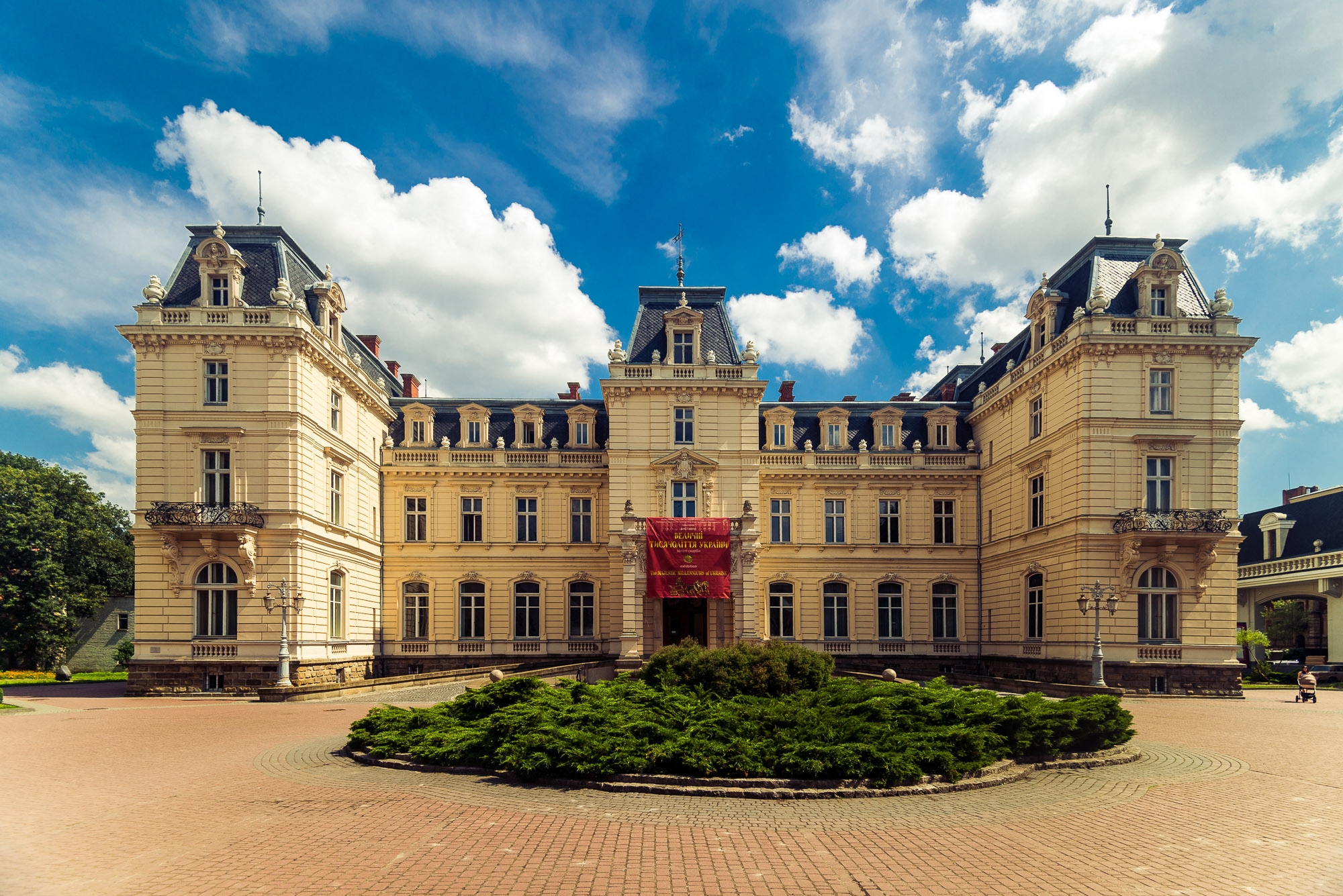
Палац Потоцьких у Львові
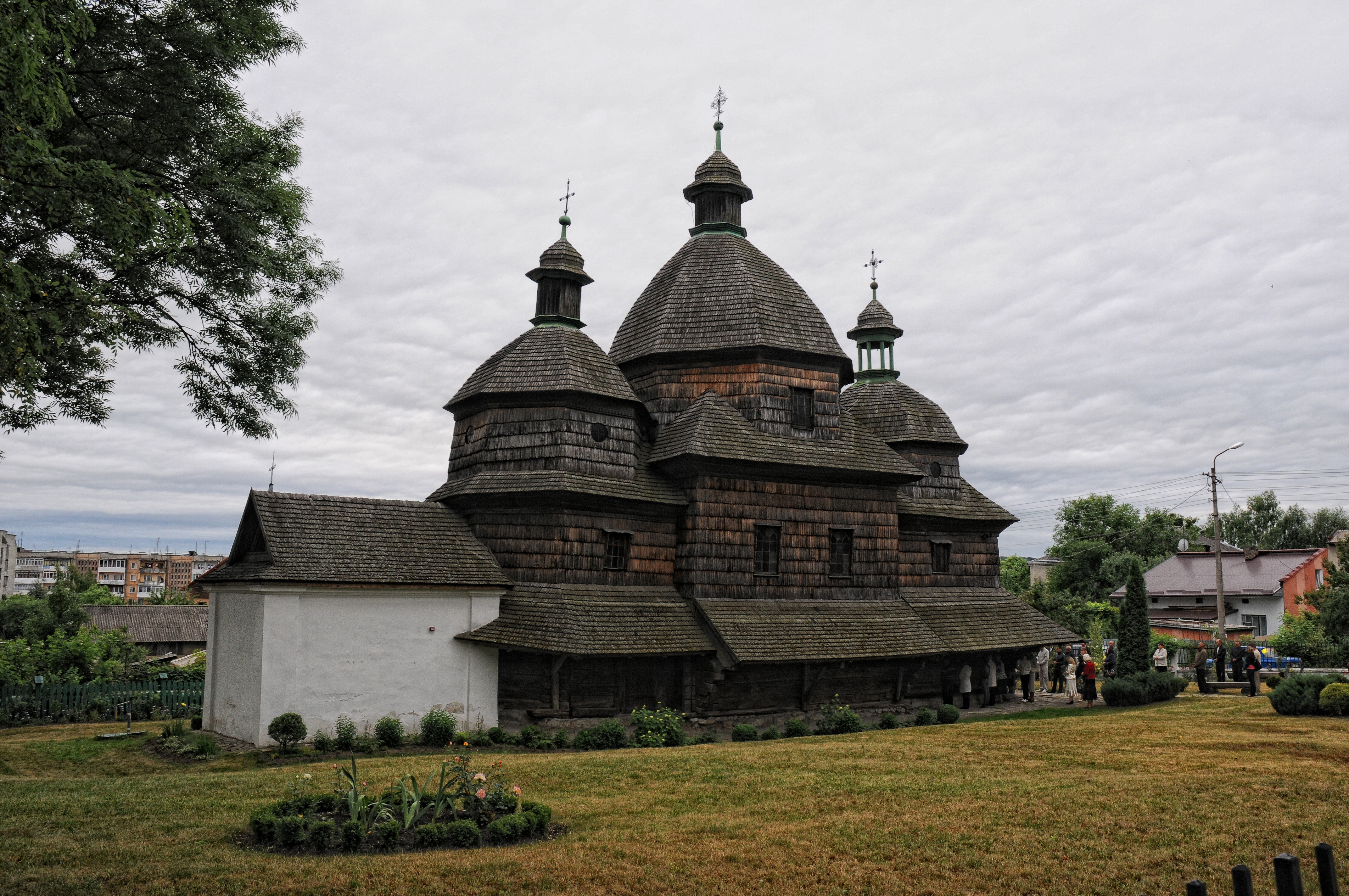
Церква Святої Трійці у Жовкві
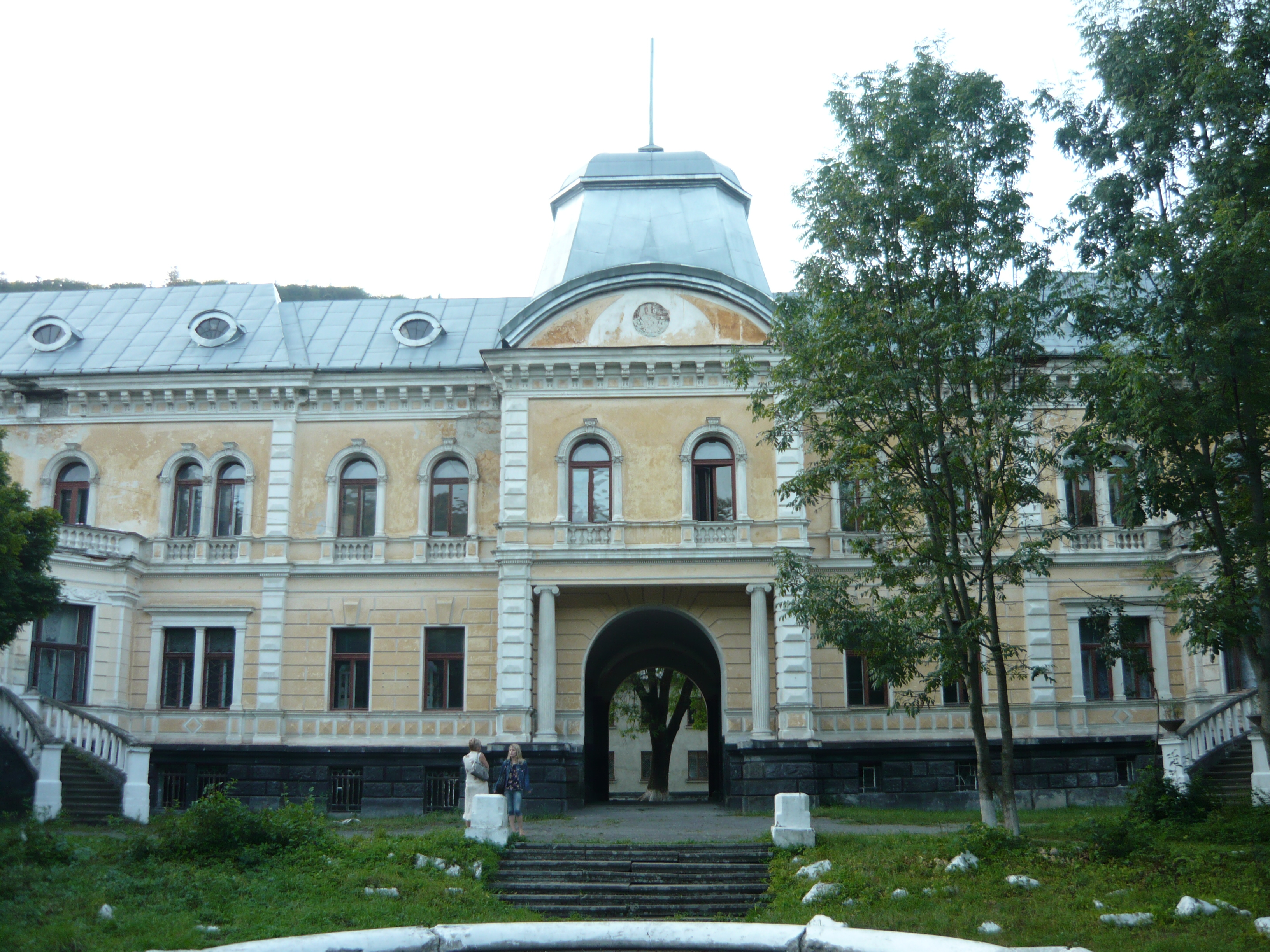
Палац баронів Грьодлів, Сколе
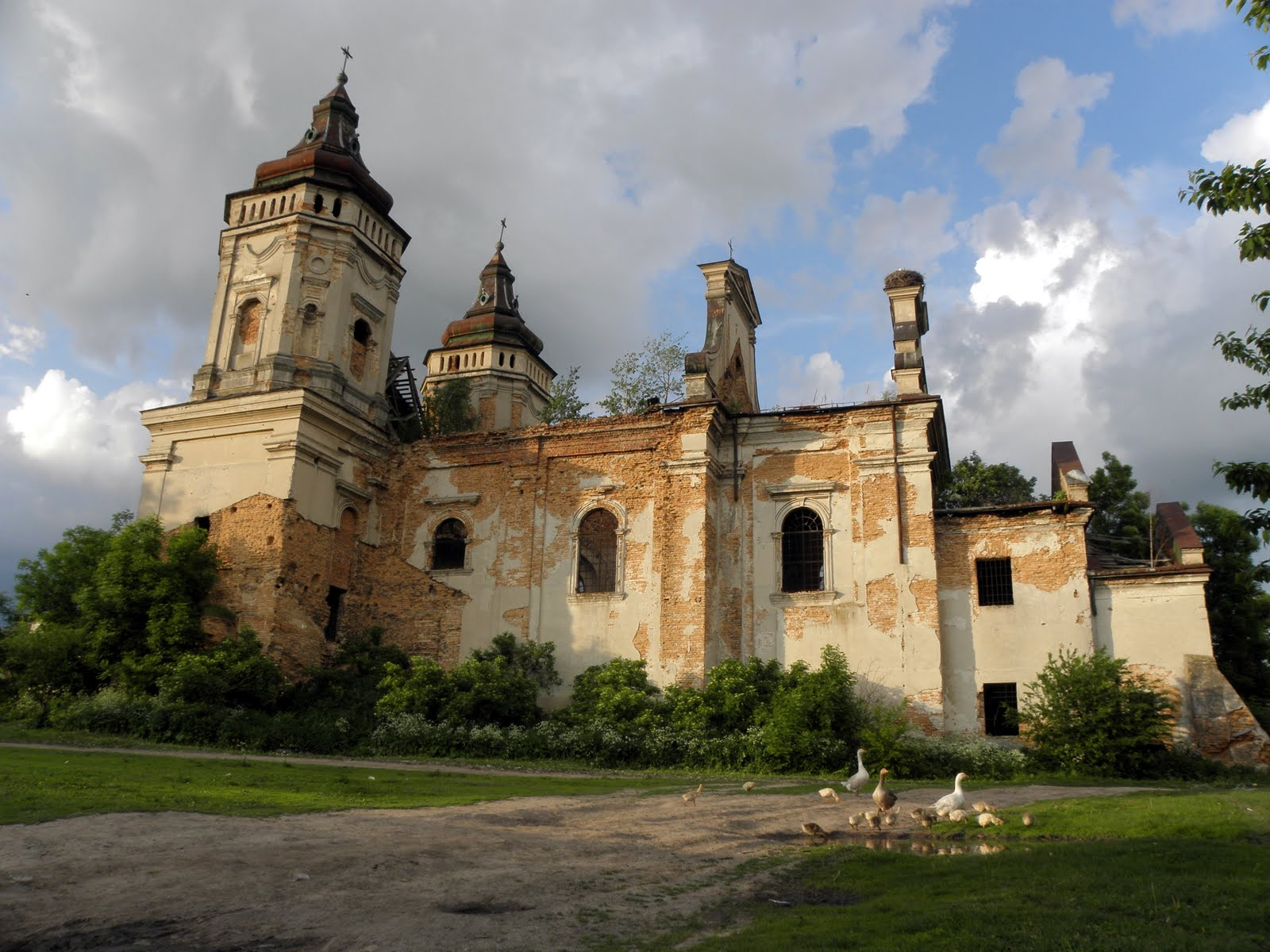
Варяж. Костел Святого Марка
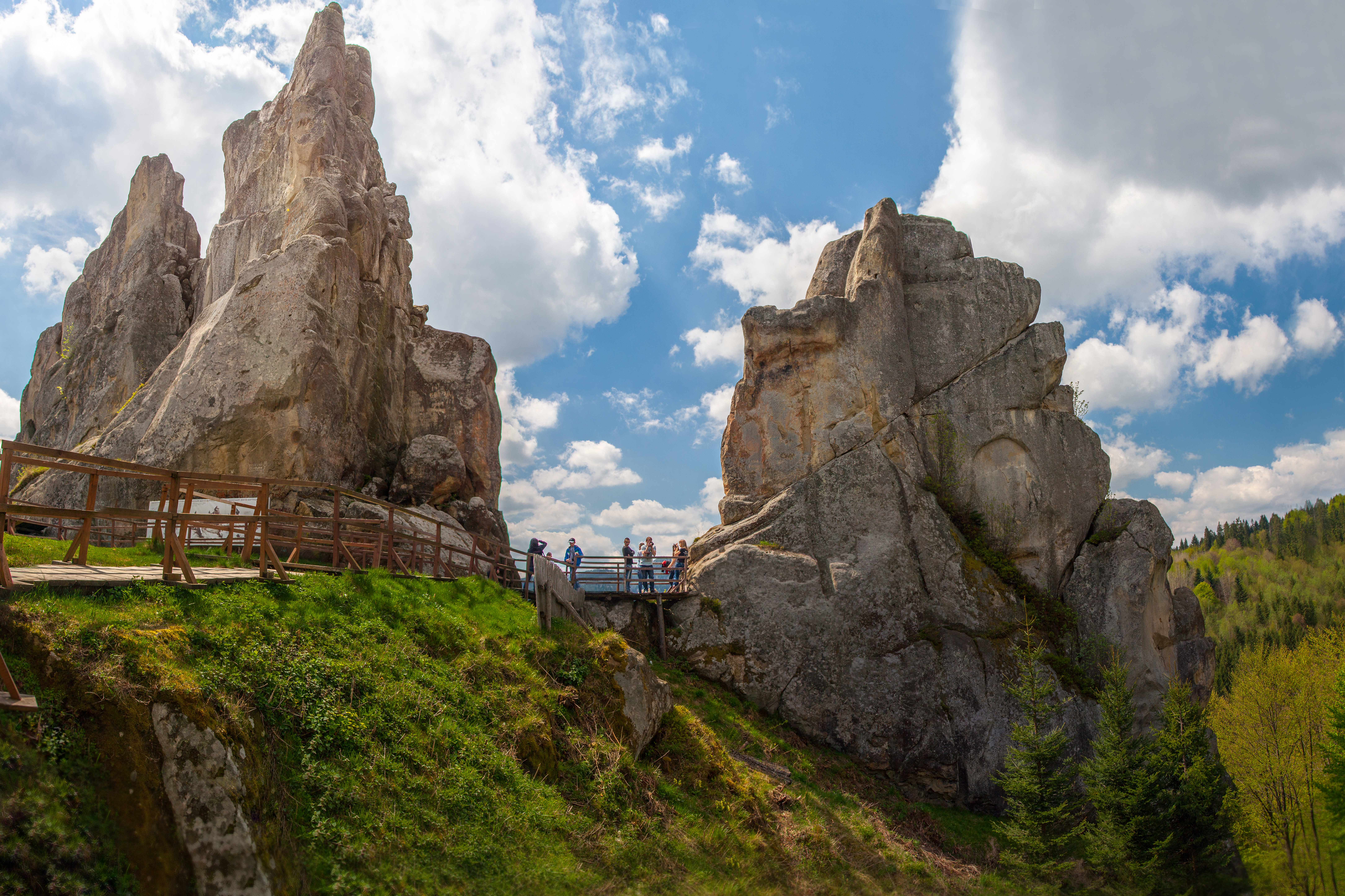
Тустань
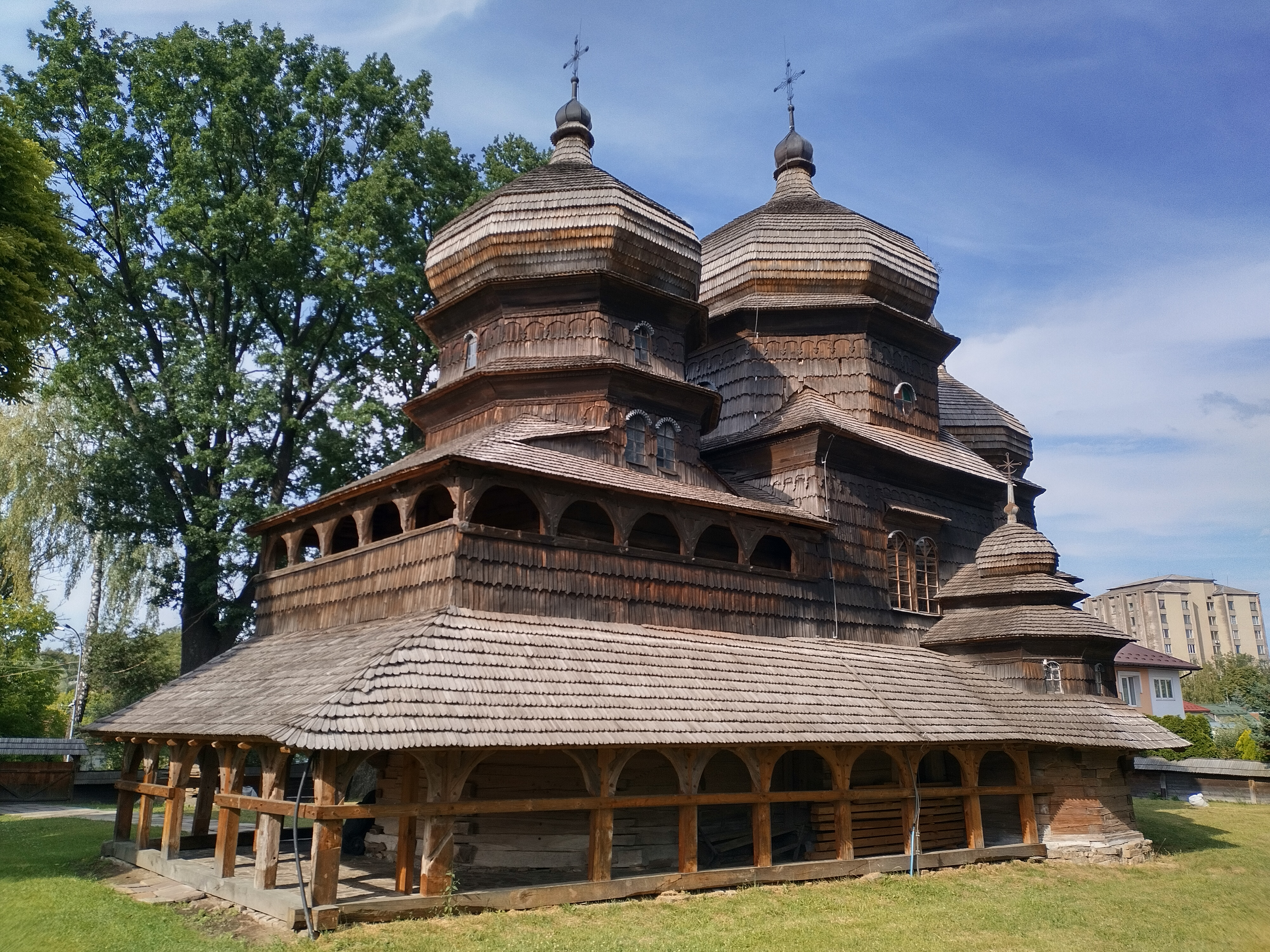
Церква святого Юра у Дрогобичі
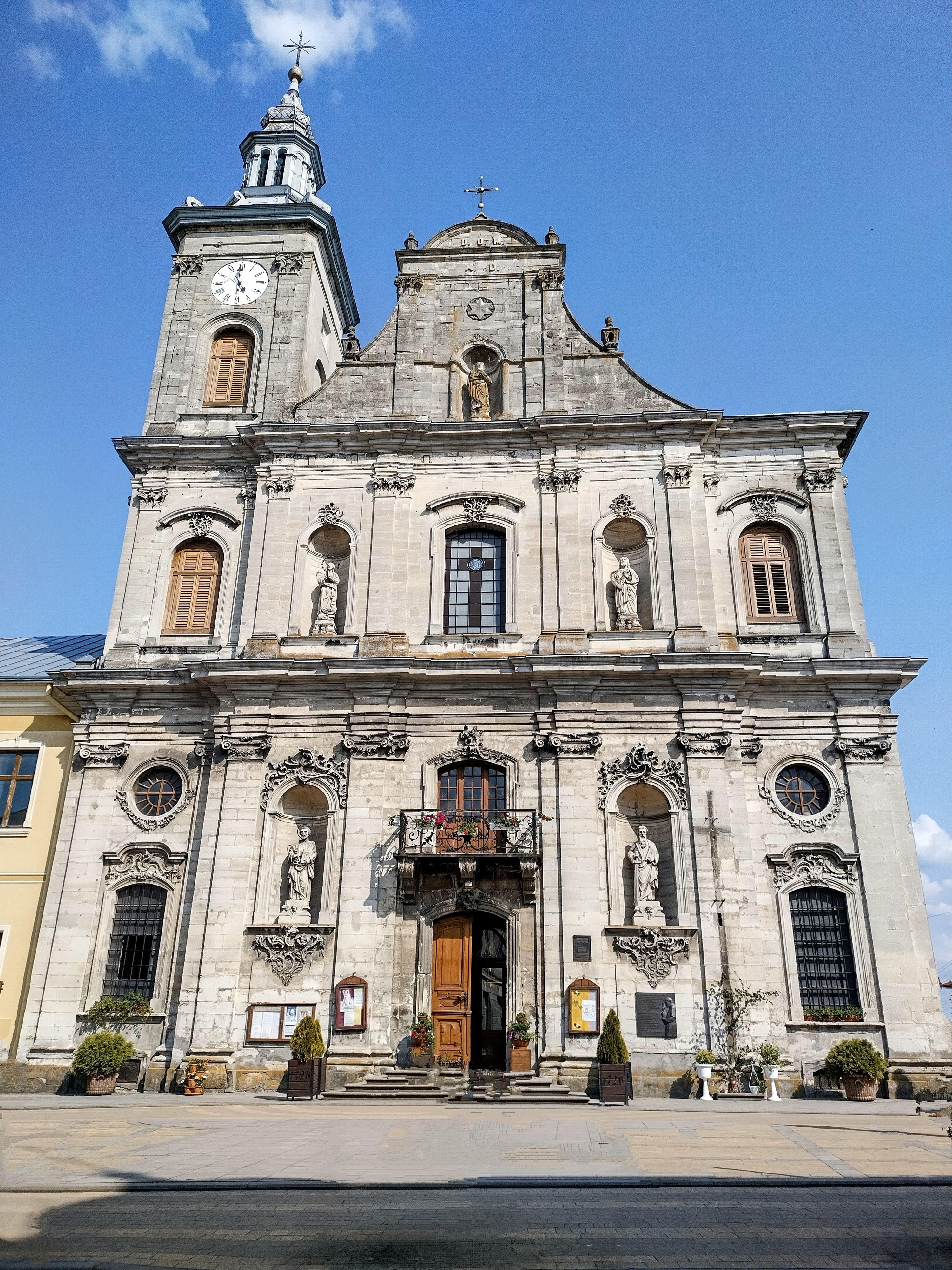
Костел Успіння Пресвятої Діви Марії у місті Золочів
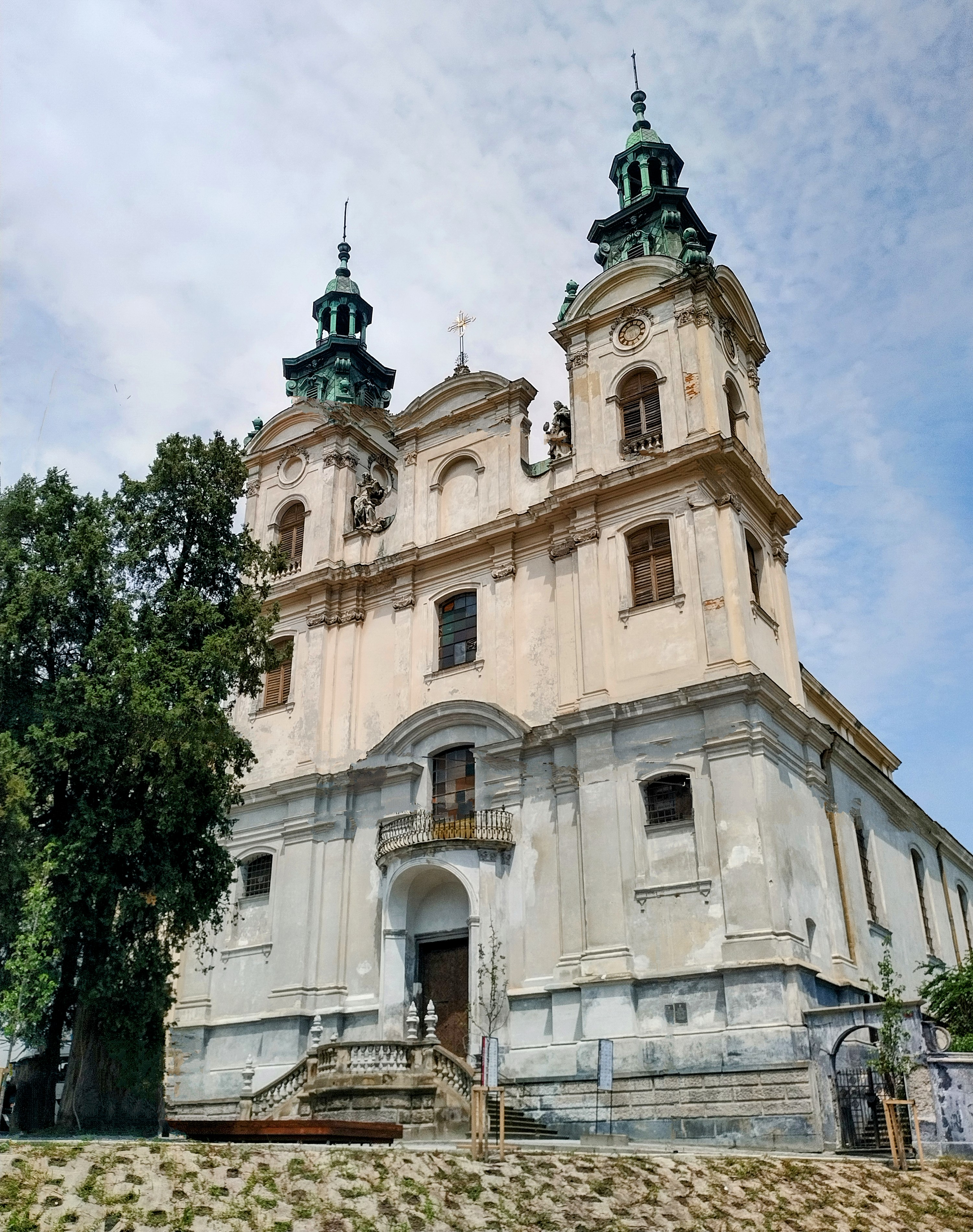
Костел святої Марії Магдалини у місті Львів
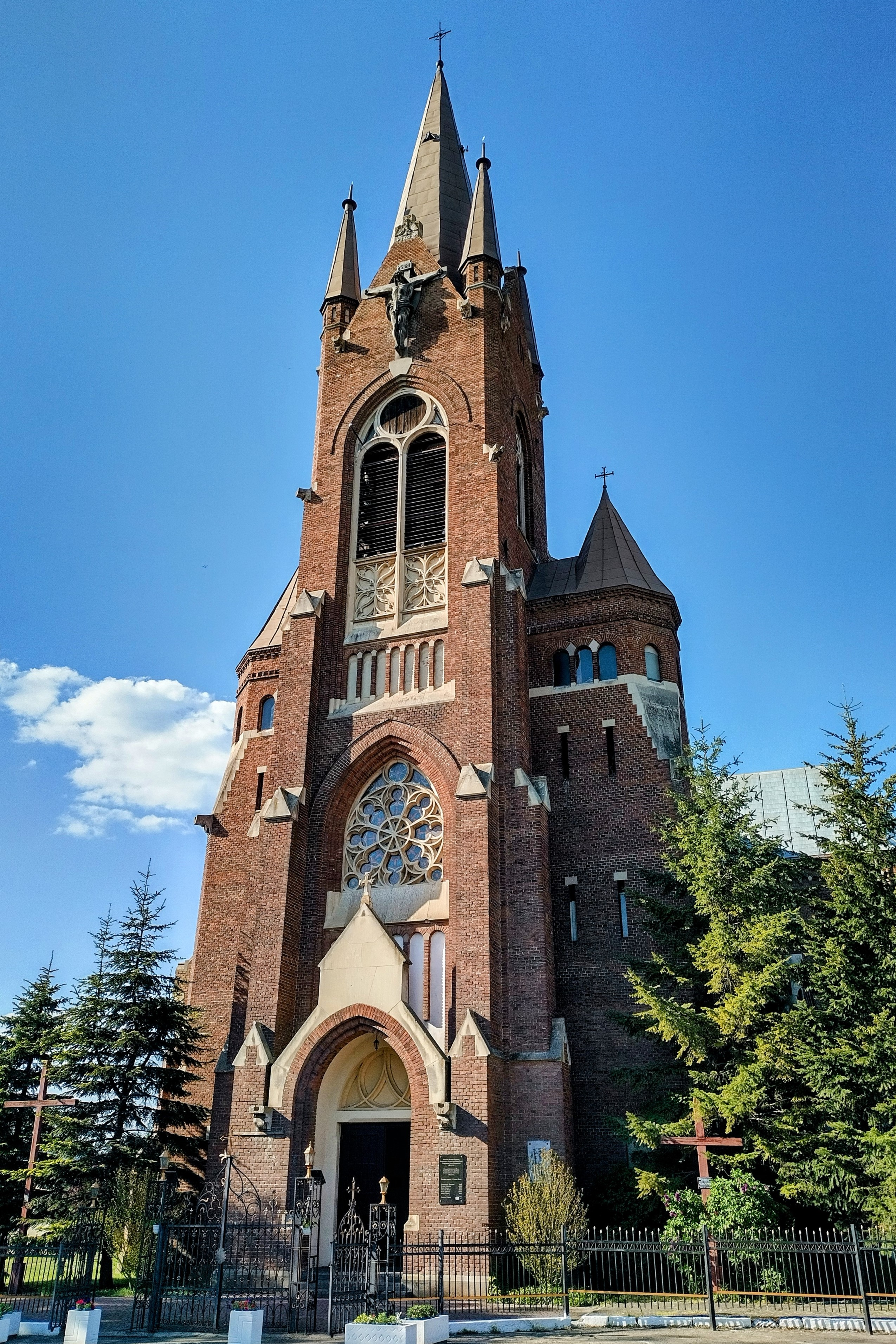
Костел Внебовзяття Пресвятої Діви Марії у місті Кам'янка-Бузька
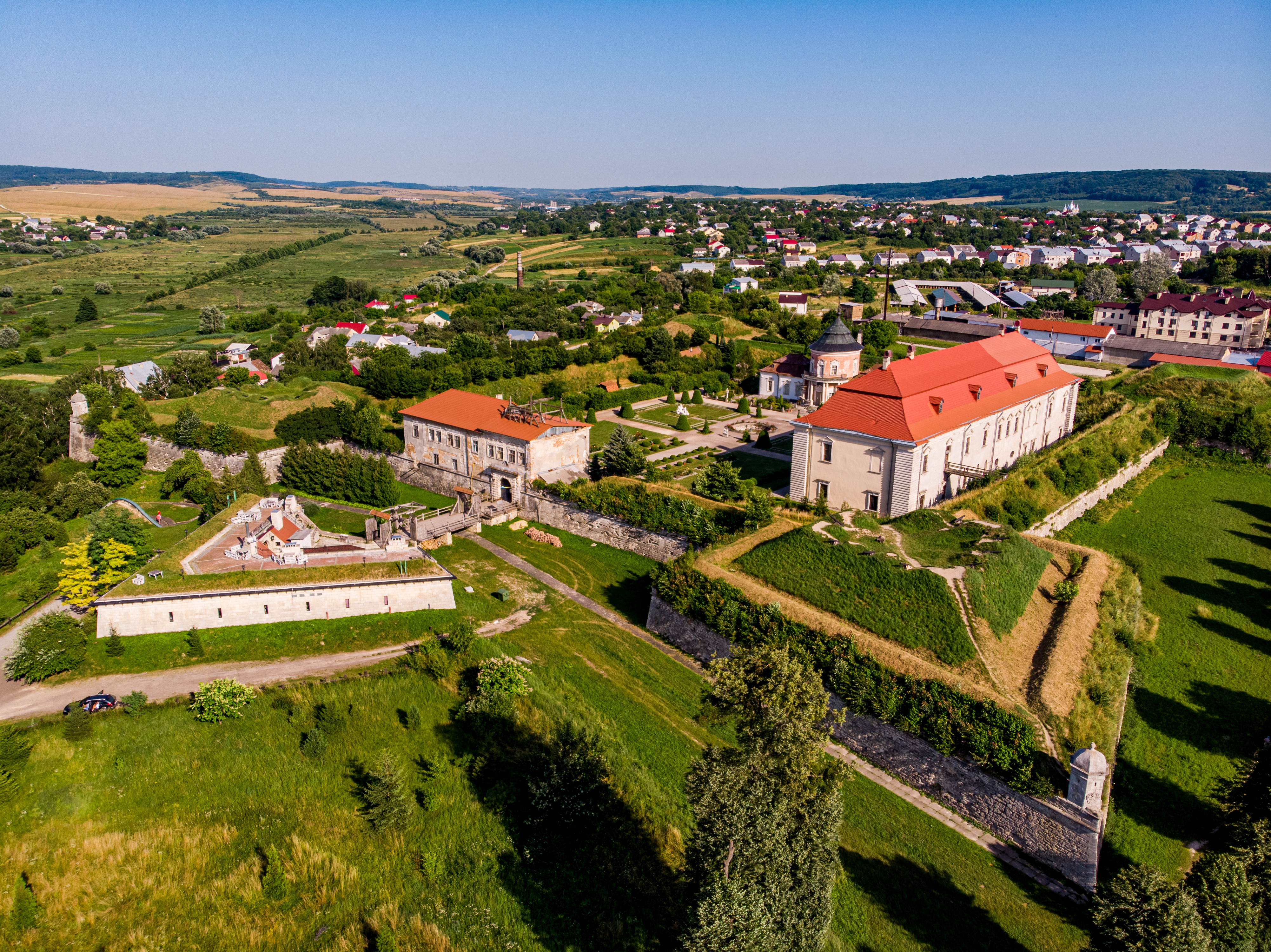
Золочівський замок
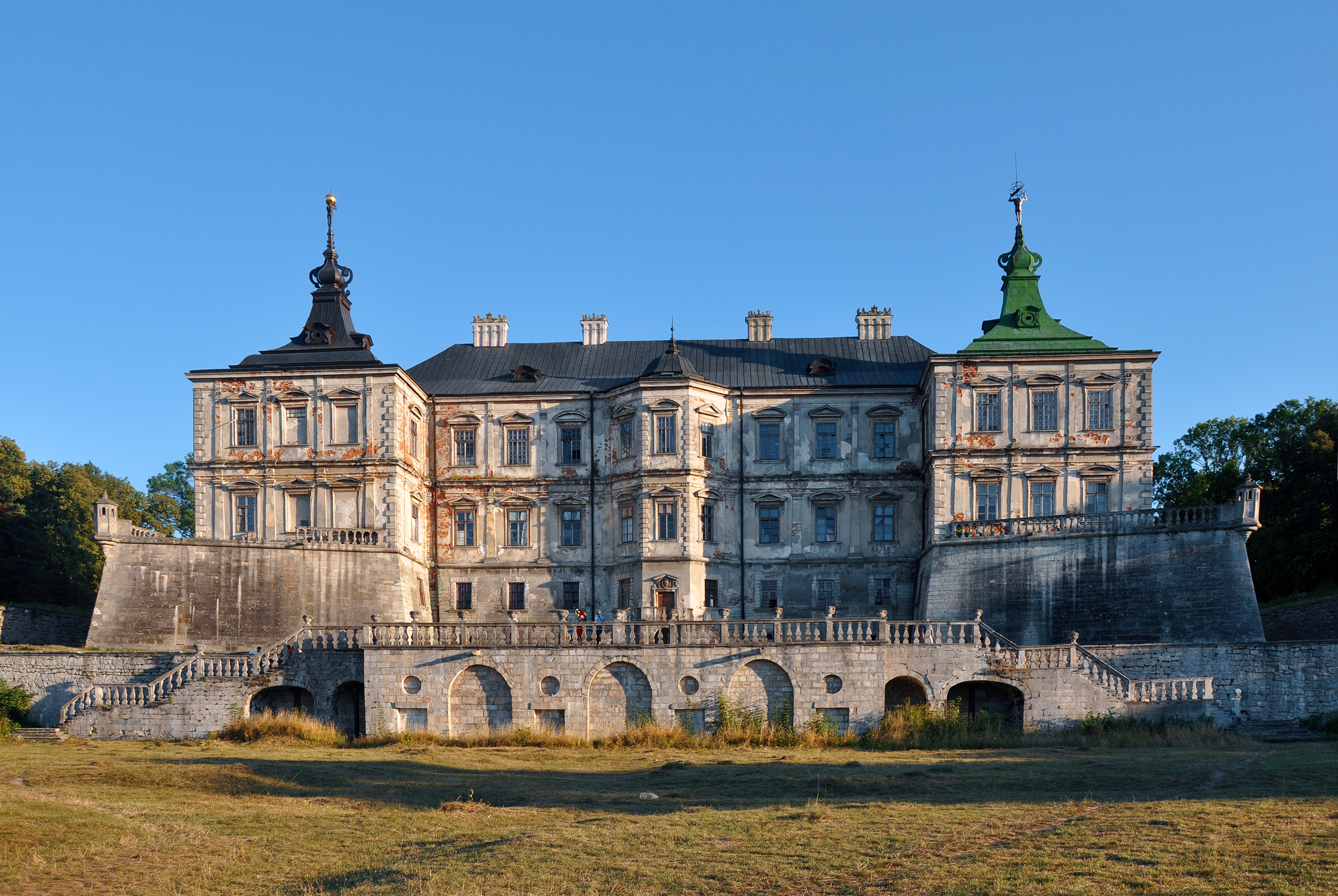
Підгорецький замок
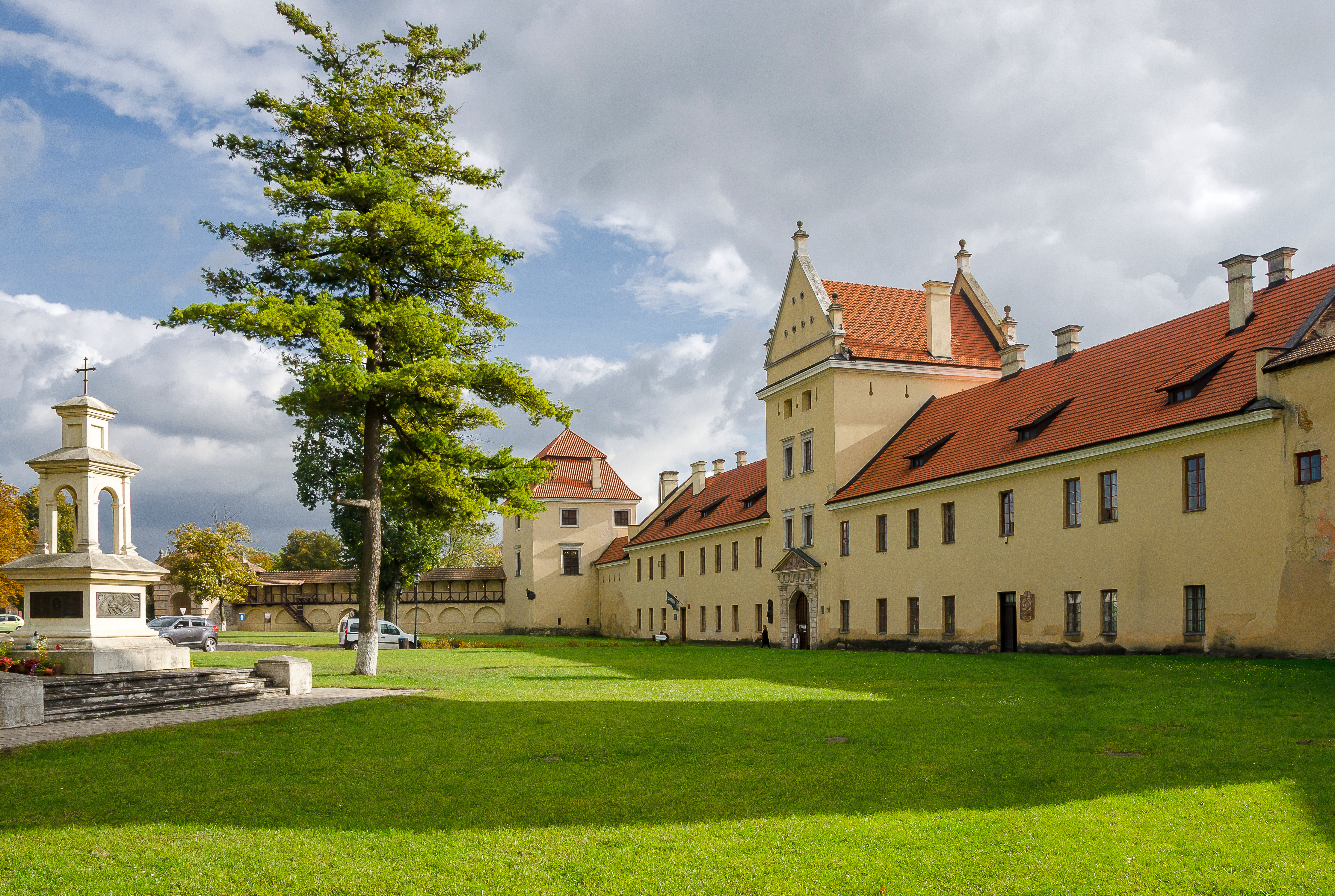
Жовківський замок

Загальна кількість пам'яток історії, археології, містобудування і архітектури, монументального мистецтва в області — 3934.
На території Львівської області розташовано: 886 пам'яток археології (з них — 14 національного значення), 3822 пам'ятки історії (з них — 7 національного значення), 3431 пам'ятка архітектури та містобудування (з них — 794 національного значення), 302 пам'ятки монументального мистецтва (з них — 1 національного значення). До Списку історичних населених місць України, затвердженого Постановою Кабінету Міністрів України від 26.07.2001 р. за № 878, включено 55 поселень Львівщини: Белз, Бібрка, Борислав, Броди, Буськ, Великий Любінь, Великі Мости, Винники, Глиняни, Гніздичів, Городок, Добромиль, Дрогобич, Дубляни, Жидачів, Жовква, Золочів, Івано-Франкове, Кам'янка-Бузька, Комарне, Краковець, Куликів, Львів, Магерів, Меденичі, Миколаїв, Моршин, Мостиська, Немирів, Нижанковичі, Новий Яричів, Олесько, Перемишляни, Підкамінь, Поморяни, Пустомити, Рава-Руська, Роздол, Рудки, Самбір, Сколе, Сокаль, Старий Самбір, Стара Сіль, Стрий, Судова Вишня, Турка, Угнів, Хирів, Ходорів, Шептицький, Шкло, Щирець, Яворів.

До найважливіших об'єктів туризму належать:

Туризм на Львівщині

- Ансамбль історичного центру Львова чи Старе місто — територія у центральній частині міста Львова, що внесена до Світової спадщини ЮНЕСКО.
- Львівський державний історико-архітектурний заповідник.
- Державний історико-культурний заповідник «Тустань» (залишки наскельної фортеці IX — XIV ст.)
- Державний історико-культурний заповідник у м. Белзі.
- Державний історико-культурний заповідник «Нагуєвичі».
- Філія Львівського історичного заповідника у Жовкві (див. Архітектурні пам'ятки Жовкви).
- Монастирський комплекс у Крехові (див. Крехів).
- Давньоруські городища Х — XIII ст. у Звенигороді та Стільському.
- Золота підкова України: Олеський замок XIII—XVII ст. Золочівський замок. Підгорецький замок. Свірзький замок.
- Найдавніші архітектурні пам'ятки Львова — Високий замок, Церква святого Миколая, Вірменський кафедральний собор, пам'ятки в стилі готики, бароко — костьоли кармеліток босих 1644 р.

Санаторно-курортне лікування та відпочинок займає провідне місце в структурі туристичного комплексу Львівщини. В області діє 106 відповідних закладів: санаторії, пансіонати, будинки відпочинку, бази та установи 1-2 денного перебування. Серед регіонів України
за кількістю санаторно-курортних та відпочинкових (оздоровчих) закладів Львівська область посідає восьме місце, а за кількістю санаторіїв і пансіонатів з лікуванням — друге, після Автономної Республіки Крим.
Водоспади:
Див. також Водоспади Львівської області
- Бориславський
- Гуркало
- Гуркало мале
- Залотом'ятий
- Кам'янський
- Верхньокам'янський, біля с. Кам'янка
- Лазний
- Під Кудрявцем, на околиці с. Кам'янка
- Підступи
- Підступи верхній
- Сопіт
- Фантом
- Крушельницький
- Дзюрчик, у с. Кам'янка

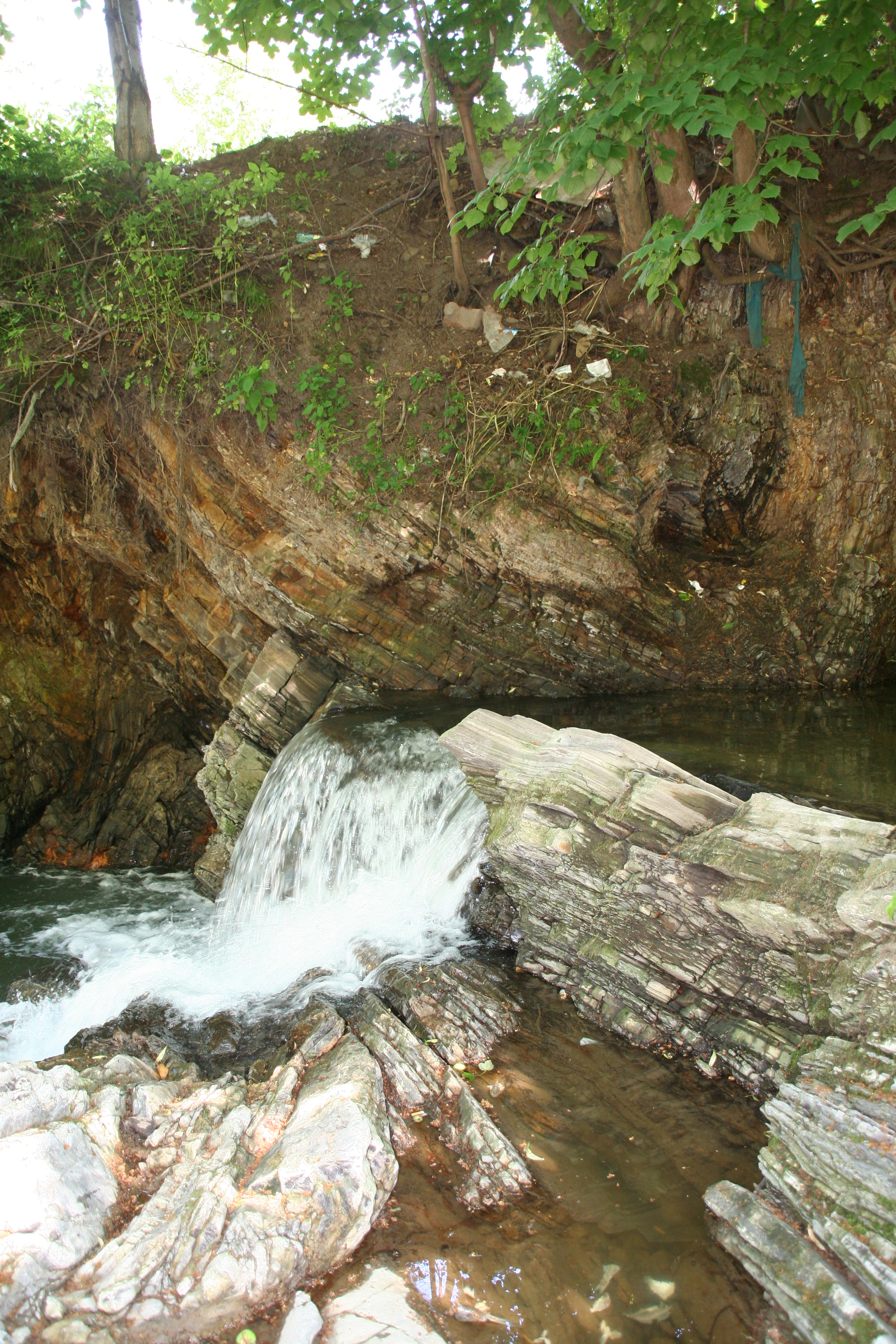
Бориславський водоспад
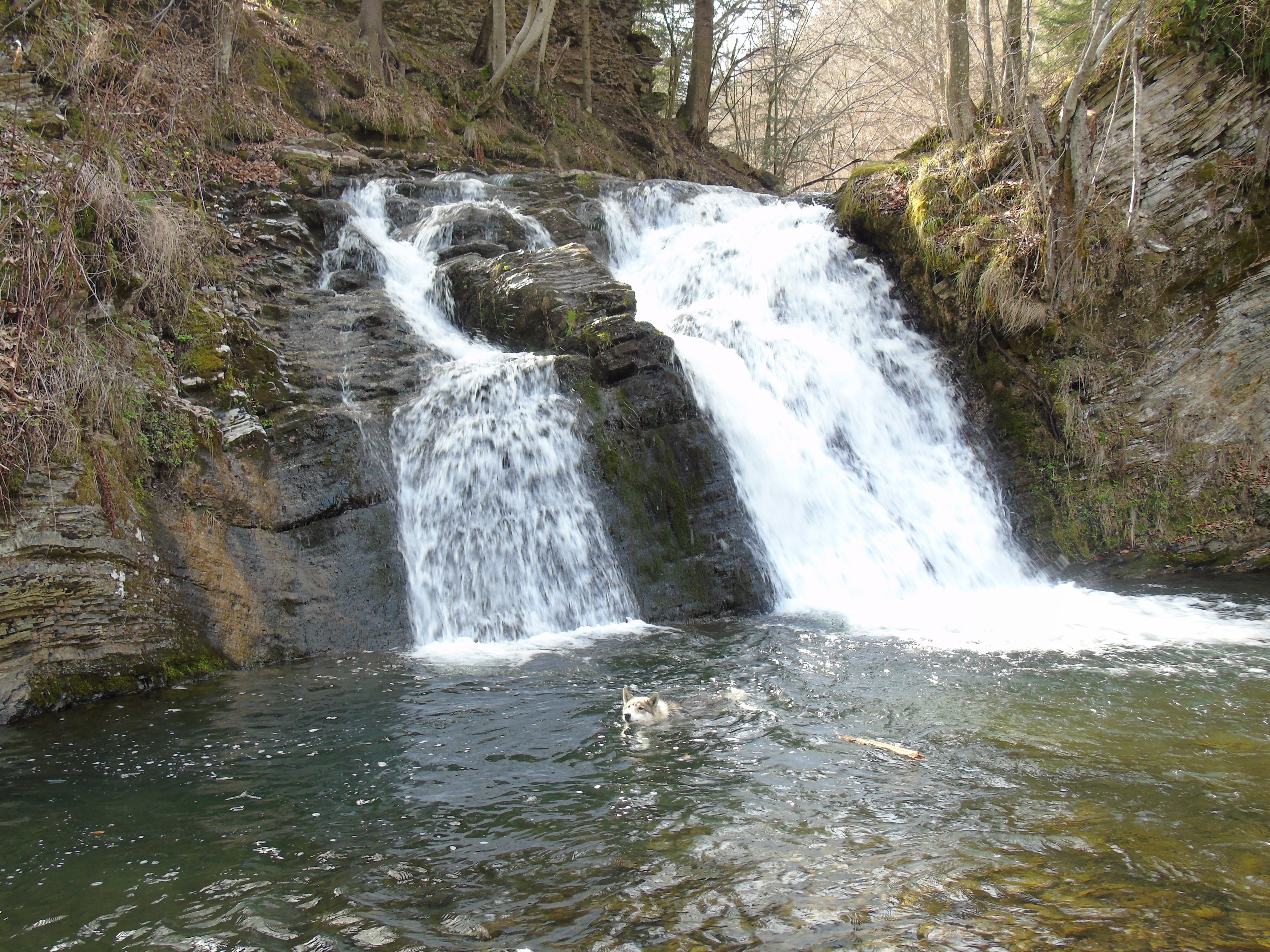
Водоспад Гуркало
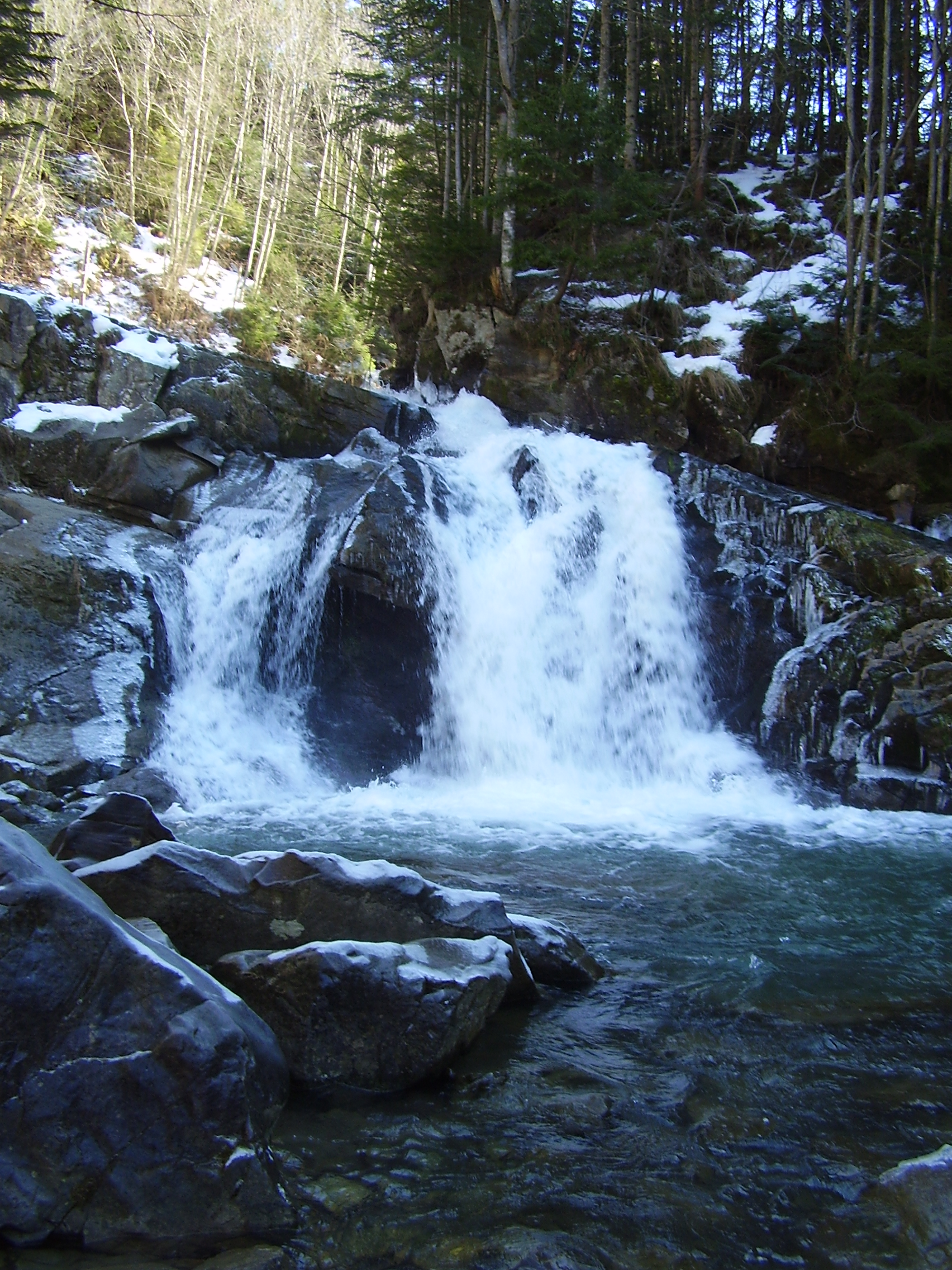
Кам'янський водоспад
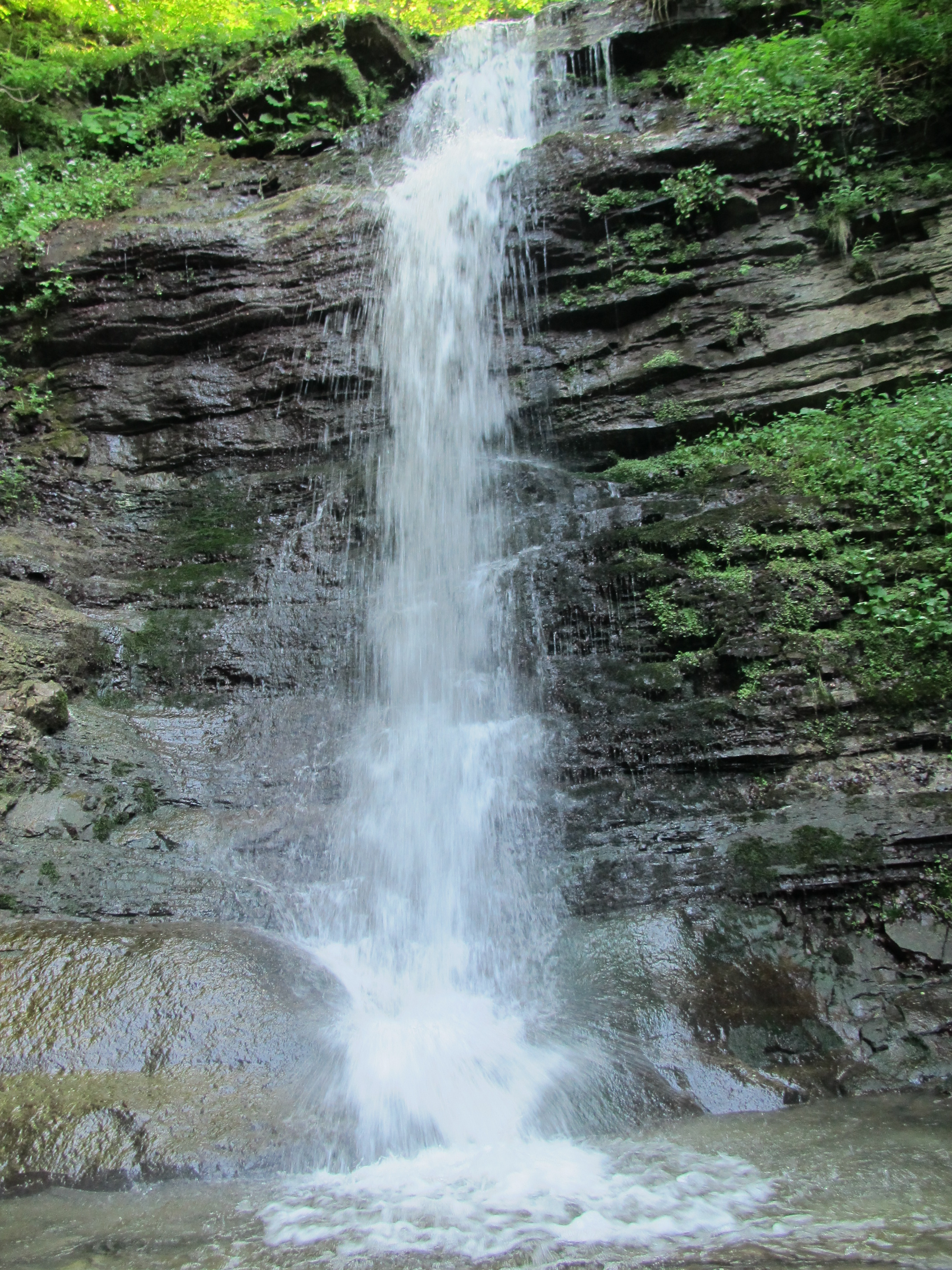
Водоспад Лазний
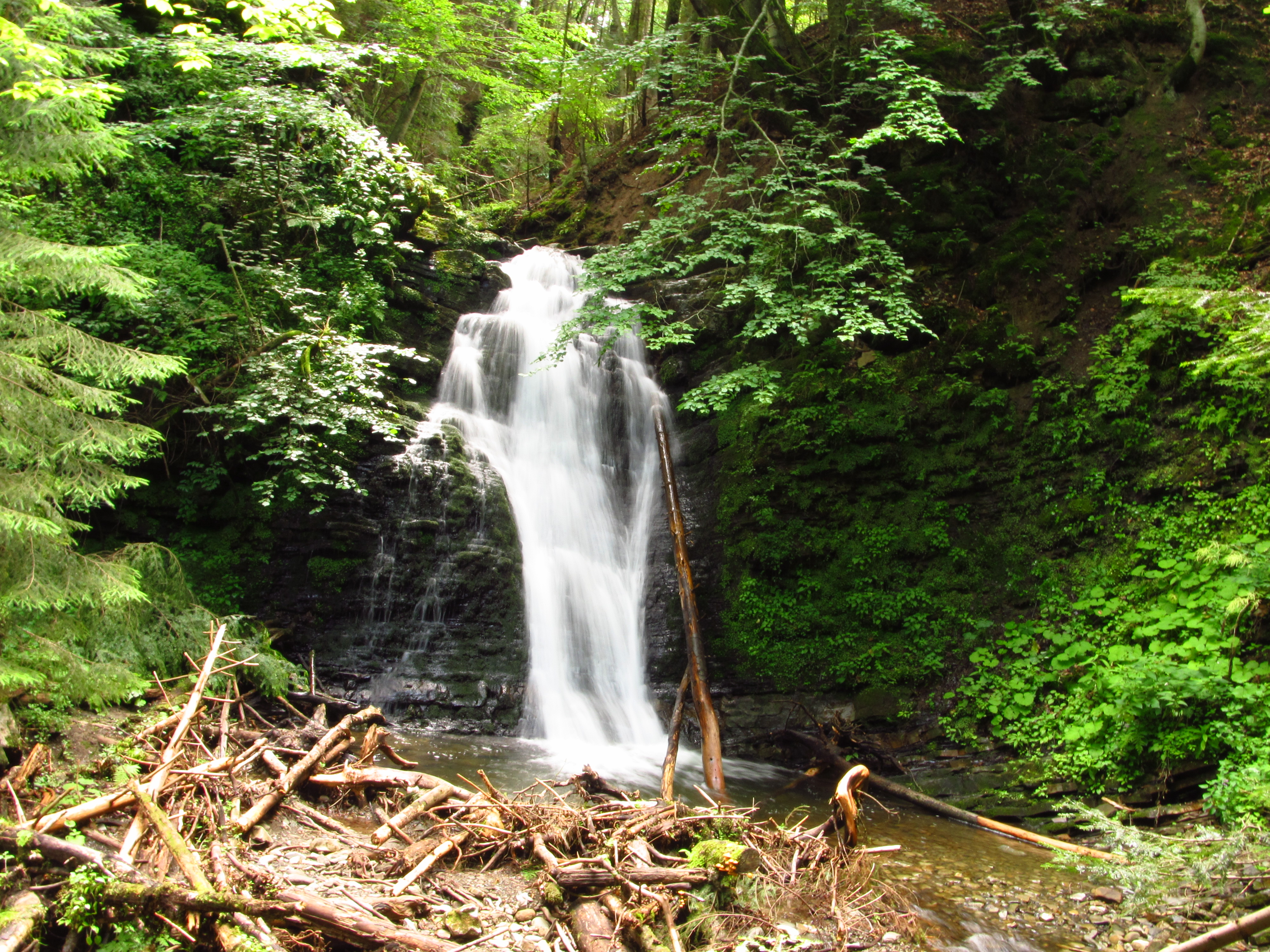
Водоспад Сопіт
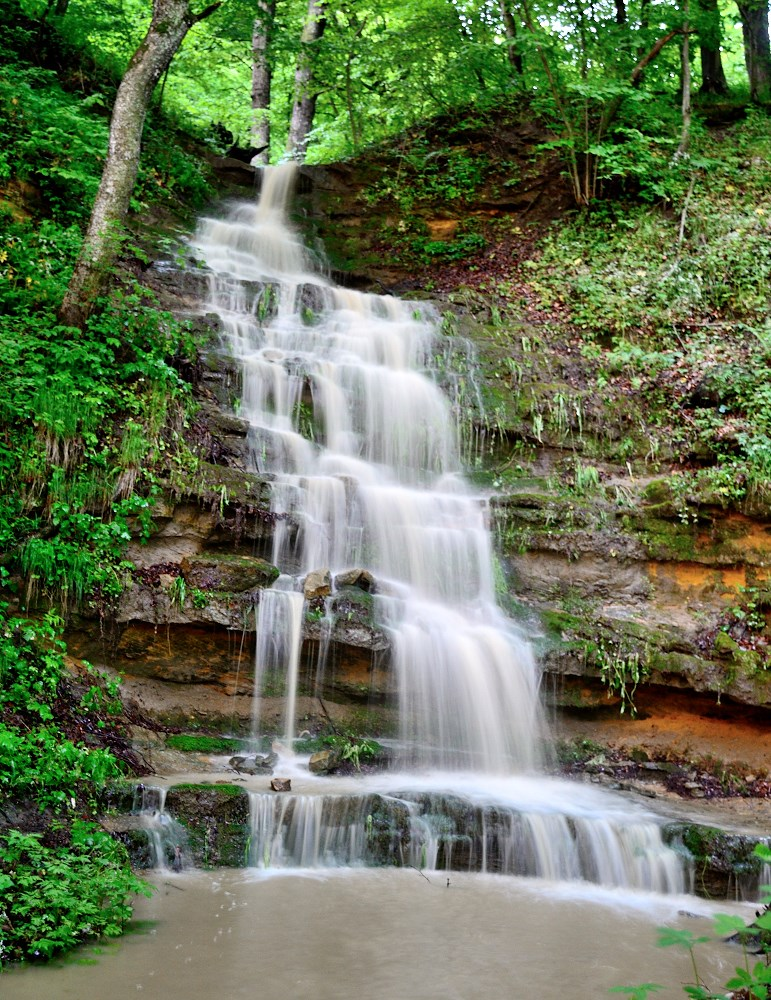
Водоспад Фантом
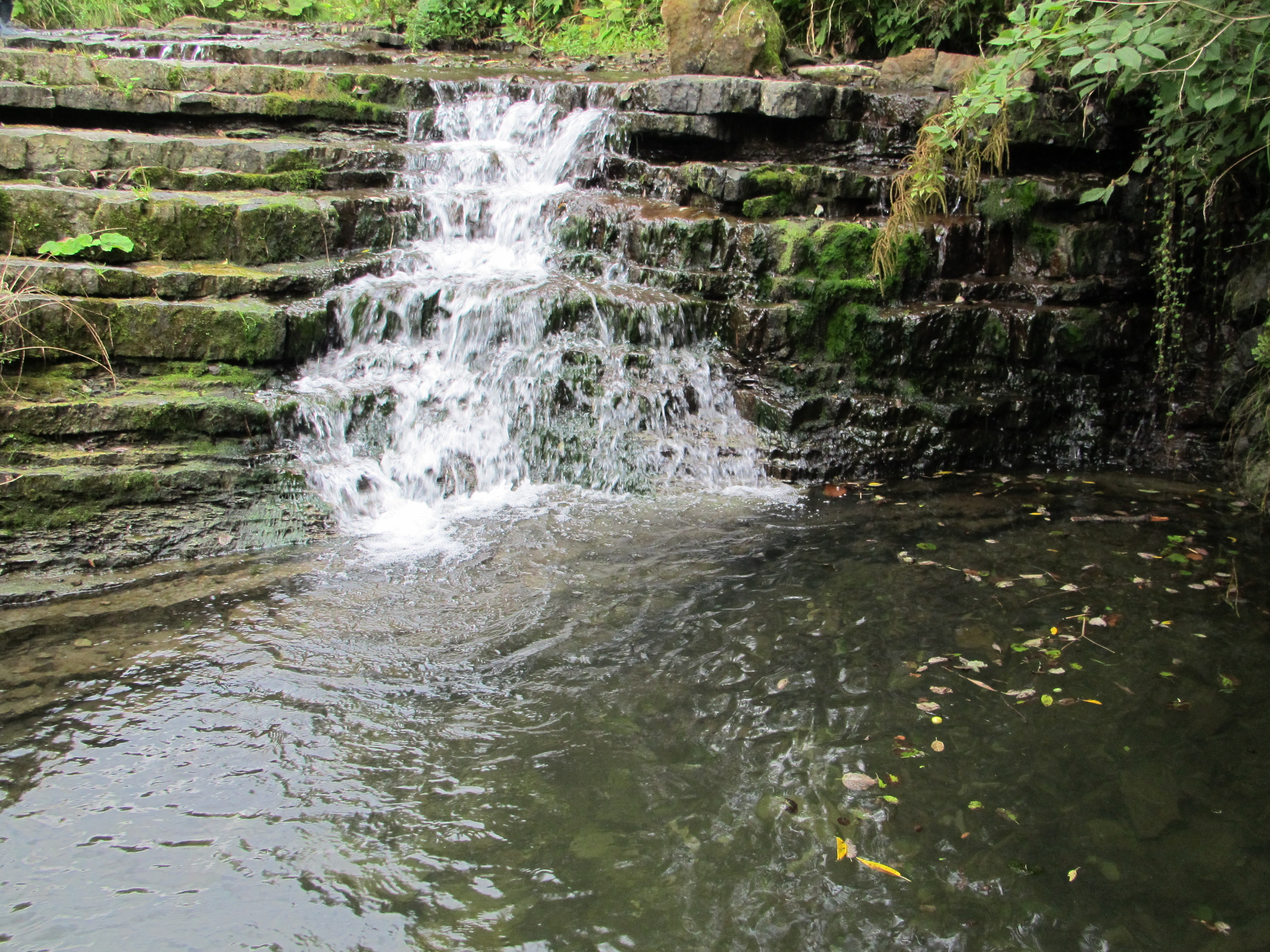
Залотом'ятий водоспад
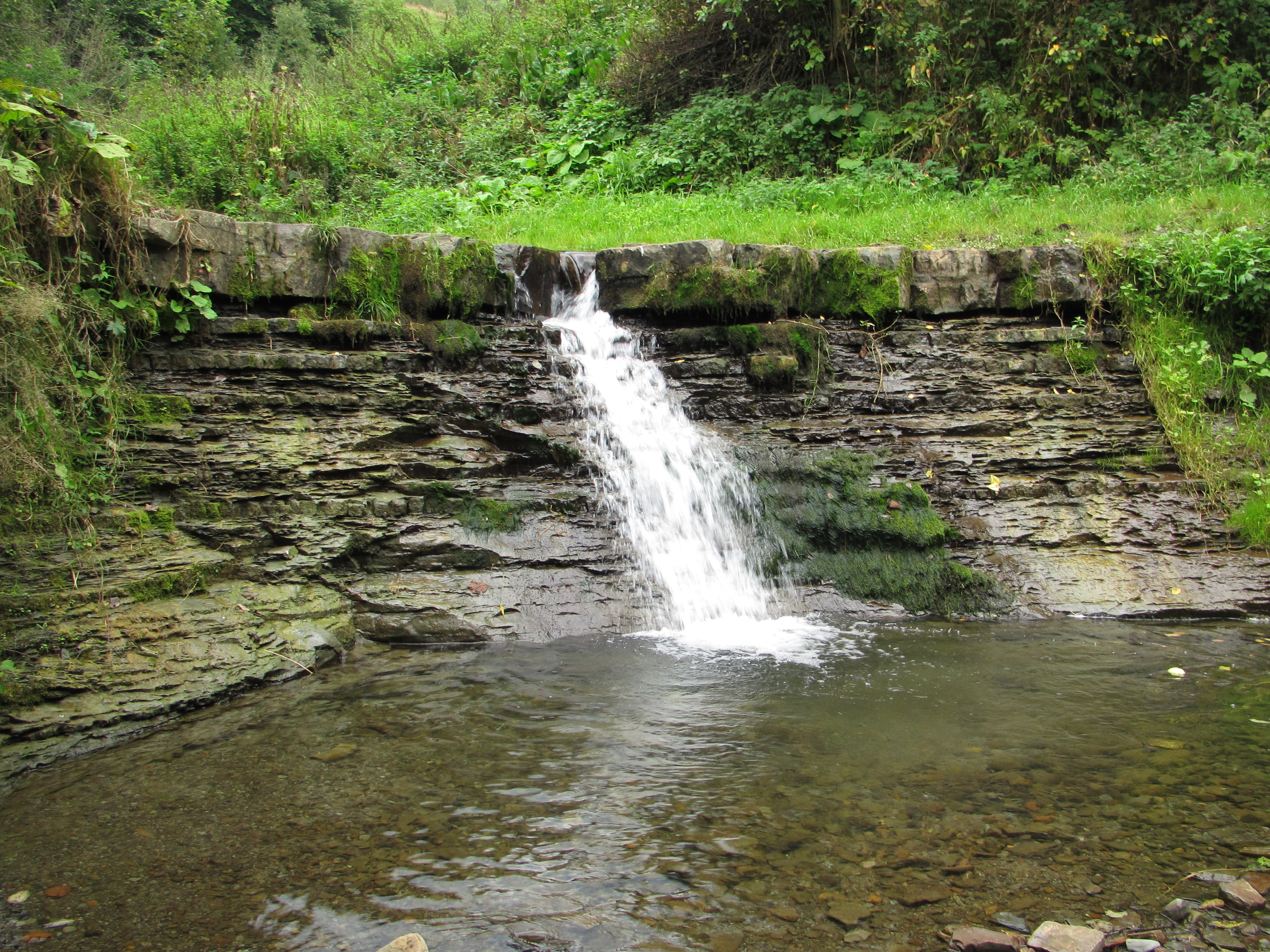
Водоспад Підступи
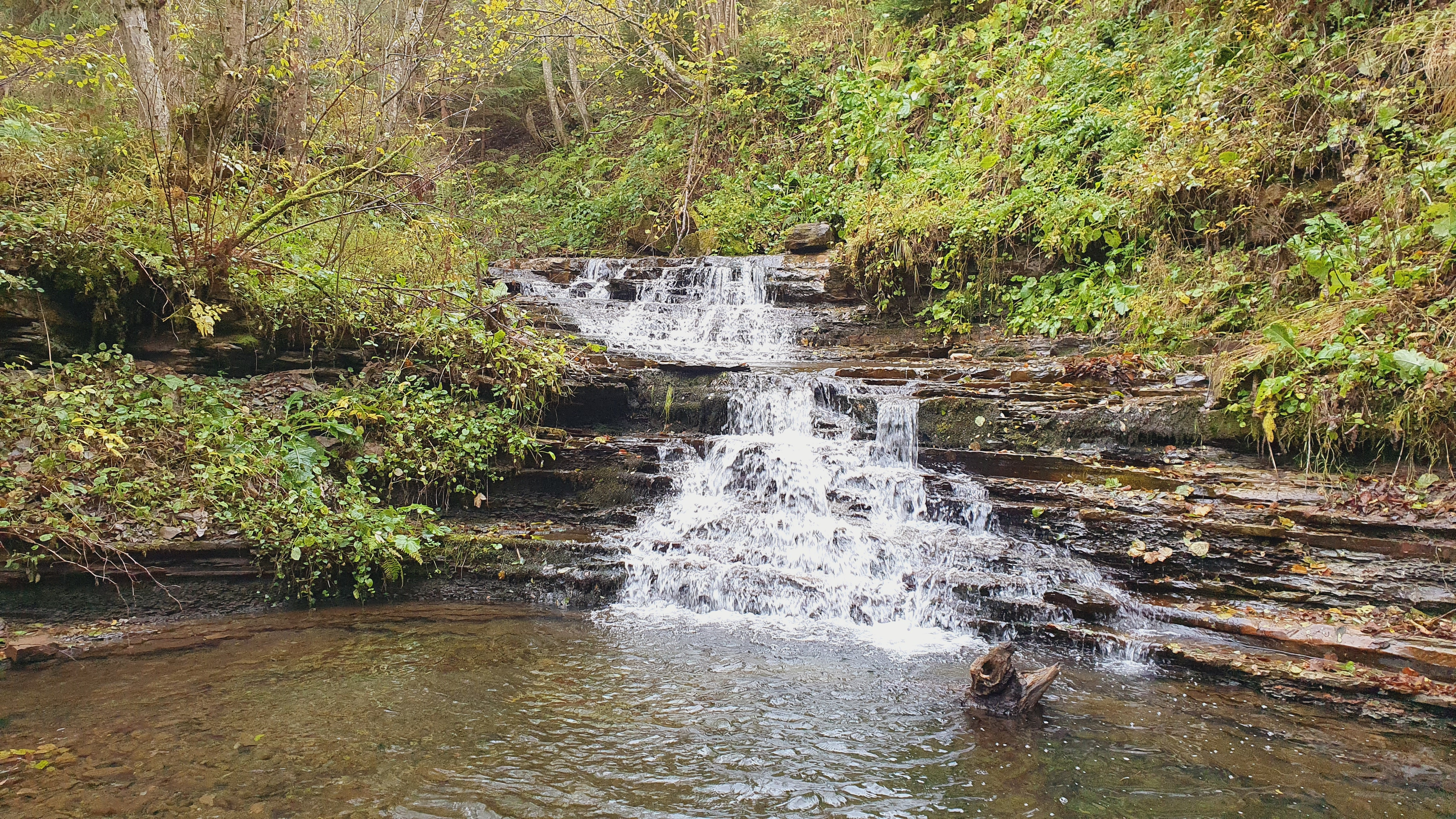
Водоспад Підступи верхній
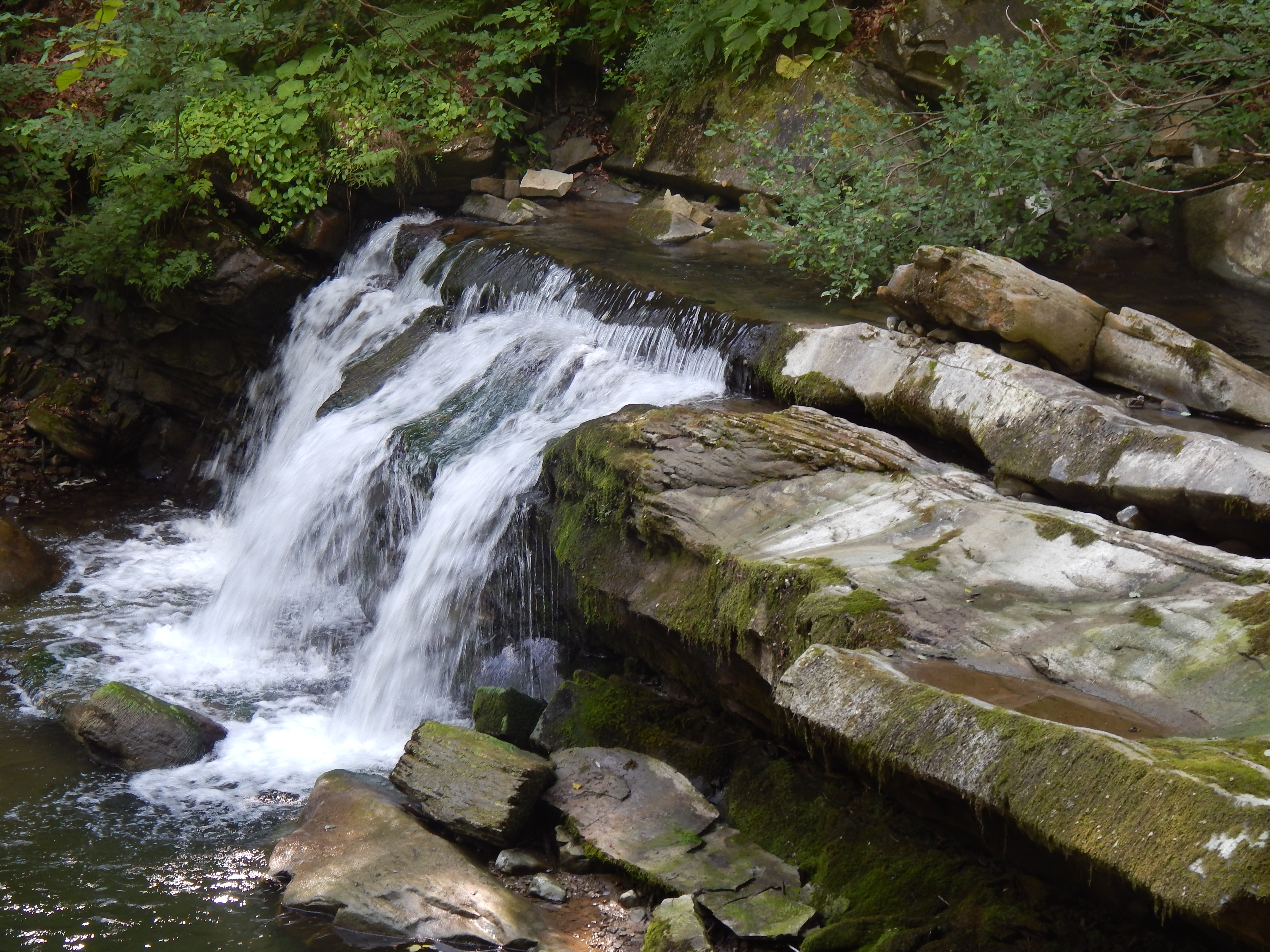
Водоспад Крушельницький
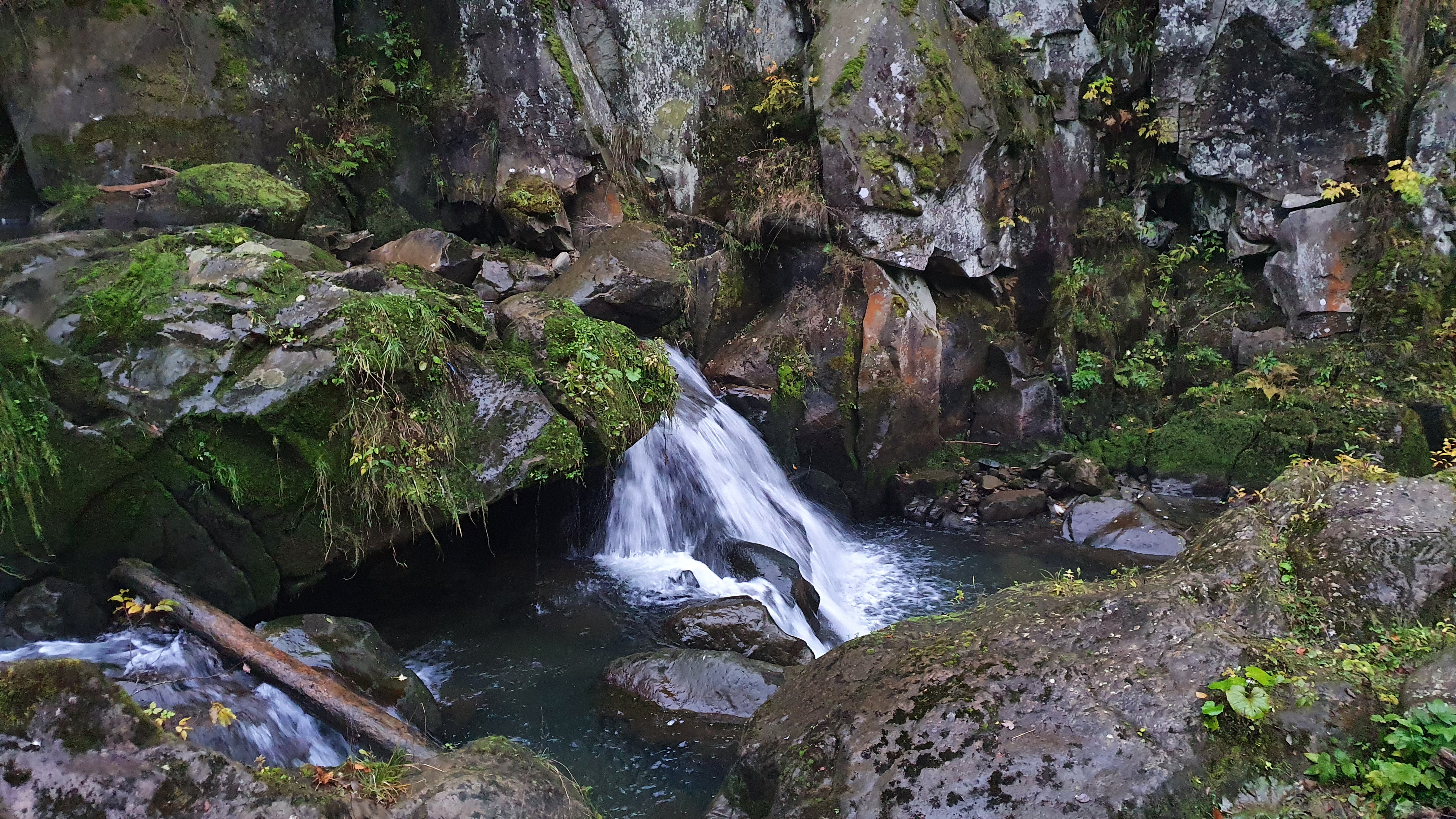
Верхньокам'янський водоспад
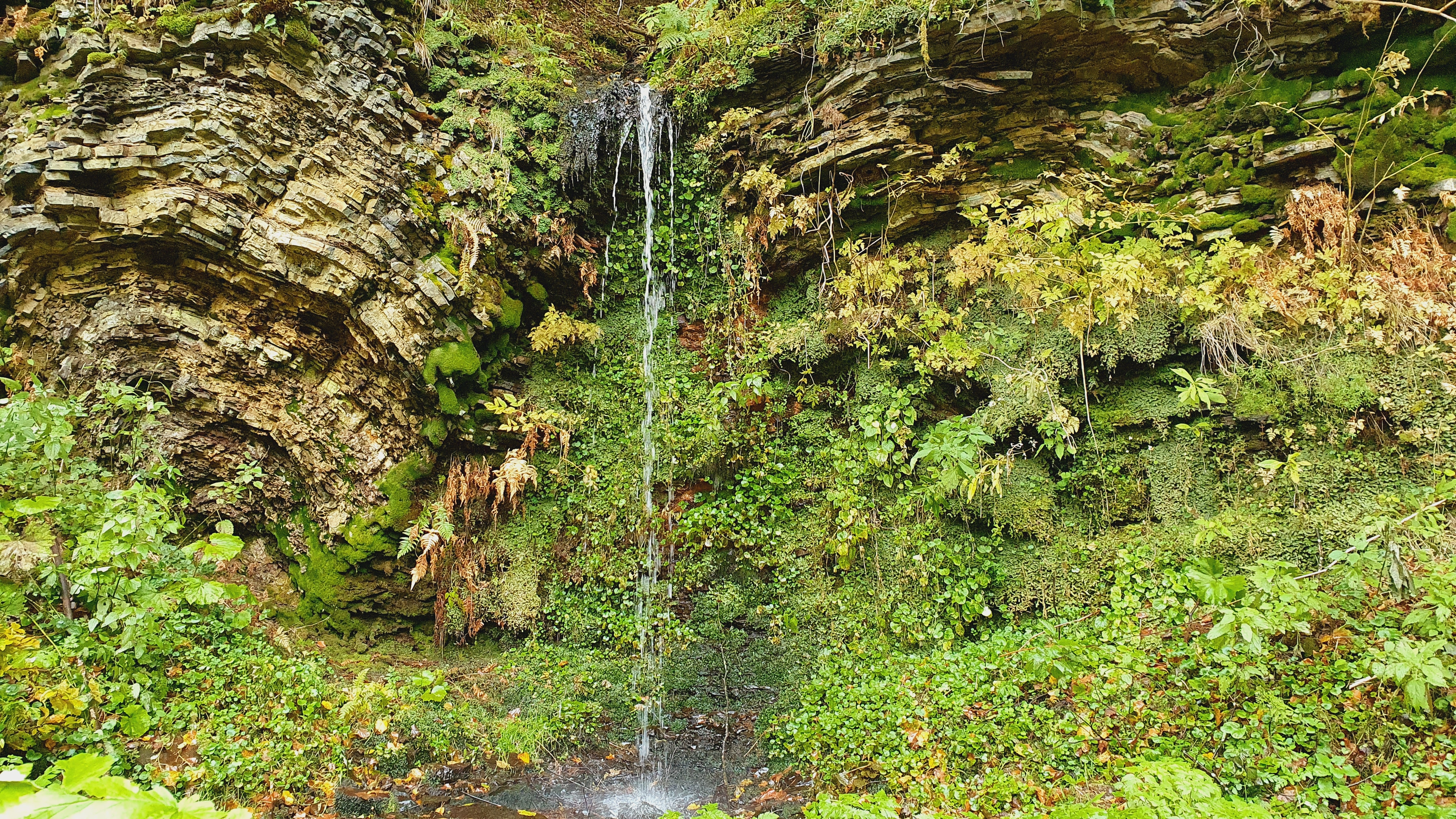
Водоспад Дзюрчик

## Політичні уподобання
З часів незалежності України Львівська область завжди підтримувала проукраїнські настрої. Тому на парламентських і президентських виборах люди голосували в основному за проукраїнські партії або політиків. Про це свідчать результати на попередніх виборах.  [Архівовано 3 грудня 2010 у Wayback Machine.]
| Партія                                          | Відсоток, % |
| ----------------------------------------------- | ----------- |
| Народний Рух України                            | 32,10       |
| Партія «Реформи і Порядок»                      | 12,78       |
| Виборчий блок партій «Національний фронт»       | 9,72        |
| Народна партія (Народна аграрна партія України) | 6,98        |
| Народно-демократична партія                     | 5,50        |
| Соціал-демократична партія України              | 4,30        |
| Комуністична партія України                     | 4,09        |
| Явка                                            | 79,70       |

| Кандидат        | Відсоток, % |
| --------------- | ----------- |
| Леонід Кучма    | 91,6        |
| Петро Симоненко | 5,2         |
| Явка            | 85,73       |

| Партія                             | Відсоток, % |
| ---------------------------------- | ----------- |
| Блок Віктора Ющенка «Наша Україна» | 63,92       |
| Виборчий Блок Юлії Тимошенко       | 17,13       |
| Явка                               | 74,6        |

| Кандидат        | Відсоток, % |
| --------------- | ----------- |
| Віктор Ющенко   | 93,74       |
| Віктор Янукович | 4,72        |
| Явка            | 85,3        |

| Партія              | Відсоток, % |
| ------------------- | ----------- |
| «Наша Україна»      | 37,95       |
| Блок Юлії Тимошенко | 33,04       |
| Партія Регіонів     | 3,01        |
| Явка                | 65,12       |

| Партія                             | Відсоток, % |
| ---------------------------------- | ----------- |
| Блок Юлії Тимошенко                | 50,38       |
| Наша Україна — Народна Самооборона | 36,02       |
| Партія Регіонів                    | 4,19        |
| Явка                               | 69,33       |

| Кандидат        | Відсоток, % |
| --------------- | ----------- |
| Юлія Тимошенко  | 86,20       |
| Віктор Янукович | 8,60        |
| Явка            | 75,32       |

| Кандидат          | Відсоток, % |
| ----------------- | ----------- |
| Петро Порошенко   | 69,92       |
| Юлія Тимошенко    | 11,19       |
| Олег Ляшко        | 6,78        |
| Анатолій Гриценко | 5,86        |
| Явка              | 78,20       |

| Партія                             | Відсоток, % |
| ---------------------------------- | ----------- |
| «Народний фронт»                   | 33,03       |
| «Блок Петра Порошенка»             | 20,42       |
| Політичне об'єднання «Самопоміч»   | 18,78       |
| Всеукраїнське об'єднання «Свобода» | 6,19        |
| Радикальна партія Олега Ляшка      | 5,35        |
| Явка                               | 70,00       |

| Кандидат             | Відсоток, % |
| -------------------- | ----------- |
| Петро Порошенко      | 62,79       |
| Володимир Зеленський | 34,49       |
| Явка                 | 68,8        |

## Побратимські відносини
- Каліфорнія, Сполучені Штати Америки (січень 2024 р.)[27]